# Bataille du périmètre de Busan
Guerre de Corée
Batailles
Bataille du périmètre de Busan :

Août :
- Masan
- Massacre de Bloody Gulch
- Battle Mountain
- Nakdong (1re)
- Pohang
- Daegu
- Bowling Alley
- Massacre de la colline 303

Septembre :
- Grande offensive du Nakdong
- Gyeongju
- Tabu-dong
- Ka-san
- Nakdong (2e)
- Yongsan
- Haman
- Rivière Nam

Contexte :
- Ordre de bataille
- Logistique

La bataille du périmètre de Busan (ou « poche de Pusan » ou « réduit de Pusan ») oppose les forces armées de l'ONU à celles de la Corée du Nord. Elle se déroule du 4 août au 18 septembre 1950 et marque l'un des premiers grands engagements de la guerre de Corée. L'armée de l'ONU, au bord de l'effondrement, rassemble 140 000 soldats dans un périmètre restreint autour de Busan afin de résister et de contrer l'invasion de l'armée nord-coréenne, forte de 98 000 hommes.
Les forces de l'ONU, après avoir été défaites à plusieurs reprises lors de l'avancée des Nord-Coréens, sont acculées dans le périmètre de Busan, une ligne défensive de 230 km autour d'une zone à la pointe sud de la péninsule coréenne comprenant le port de Busan. Les troupes de l'ONU, composées principalement de forces sud-coréennes, américaines et britanniques, montent une dernière ligne de défense autour du périmètre. La lutte contre les attaques nord-coréennes dure près de six semaines, et s'est principalement déroulée autour des villes de Daegu, Masan, et Pohang, et du fleuve Nakdong. Les assauts massifs nord-coréens échouent à percer le périmètre, en dépit de deux grandes poussées en août et septembre.
Les troupes nord-coréennes, entravées par des pénuries d'approvisionnement et des pertes massives, poursuivent leurs attaques incessantes contre les forces de l'ONU, espérant pénétrer le périmètre et provoquer l'effondrement des lignes. Cependant, le port de Busan représente un avantage écrasant en permettant à l'ONU de se ravitailler continuellement en troupes, équipements et logistiques. La protection de la zone est, de plus, assurée par la marine américaine et un appui aérien constant dont la domination ne peut être contestée par les Nord-coréens. Après six semaines de combat, les forces de la Corée du Nord sont laminées et doivent se retirer dans la défaite après la contre-attaque d'Incheon, lancée par les forces des Nations unies le 15 septembre. Cette bataille représente la poussée la plus forte des troupes nord-coréennes, alors que les combats ultérieurs n'auront pour résultat que de conduire la guerre dans une impasse.

## Contexte

### Déclenchement du conflit

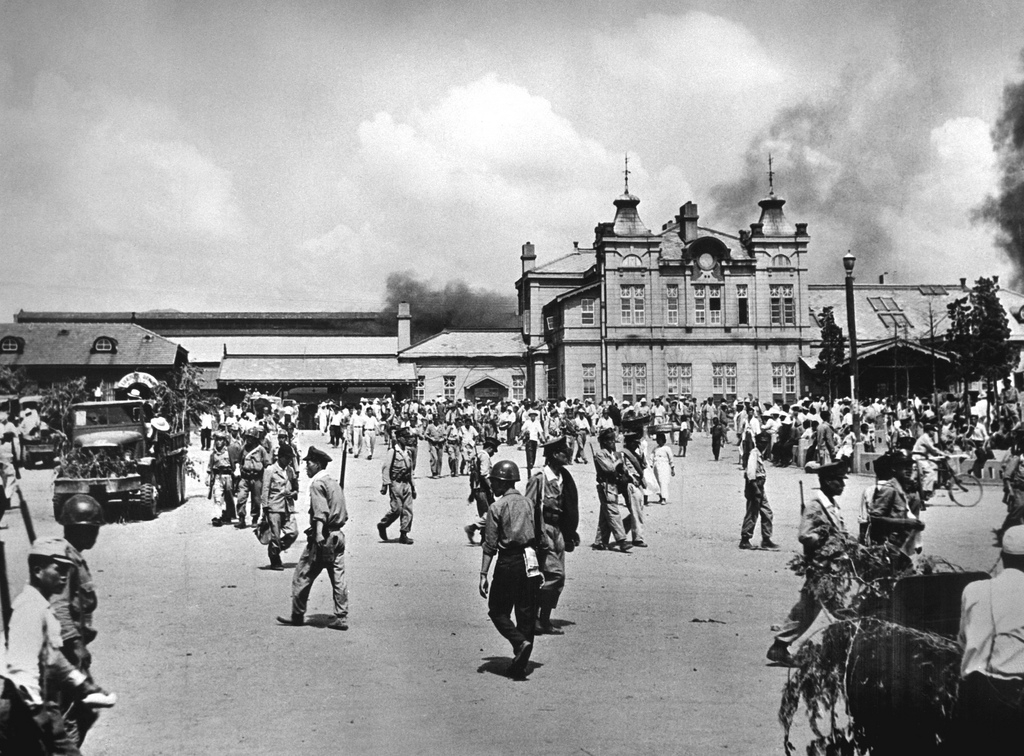
Le retrait des troupes américaines de Daejeon, 19-21 juillet 1950.

Après le déclenchement de la guerre de Corée, l'Organisation des Nations unies décide d'engager des troupes à l'appui de la République de Corée (Corée du Sud), qui vient d'être envahi par la République démocratique populaire de Corée (Corée du Nord). Les États-Unis envoient des forces terrestres dans la péninsule coréenne dans le but de riposter à cette invasion nord-coréenne et empêcher l'effondrement de la Corée du Sud. Cependant, les forces américaines en Extrême-Orient sont en baisse constante depuis la fin de la Seconde Guerre mondiale, cinq ans plus tôt, et les forces les plus proches se résument à la 24e division d'infanterie de la 8e armée américaine, dont le quartier général se trouve au Japon. La division est en sous-effectif et la plupart de ses équipements sont obsolètes en raison des réductions des dépenses militaires. Malgré cela, la 24e division d'infanterie mécanisée est envoyée en Corée du Sud.
La 24e division d'infanterie mécanisée est la première unité américaine envoyée en Corée. Elle a pour mission d'encaisser le choc initial de la poussée nord-coréenne et de retarder ses unités afin de gagner du temps et permettre aux restes des troupes d'arriver. La division est par conséquent seule pendant plusieurs semaines à tenter de retarder les Nord-Coréens afin de permettre à la 7e division d'infanterie, la 25e division d'infanterie, la 1re division de cavalerie, et aux autres unités de la 8e armée de se mettre en position.
Des éléments avancés de la 24e division d'infanterie (la Task-Force Smith) sont sévèrement battus à la bataille d'Osan le 5 juillet, premier affrontement entre les forces américaines et nord-coréennes. Dans le premier mois suivant la défaite de la Task Force Smith, la 24e division d'infanterie est battue à plusieurs reprises et forcée de se replier au sud par les forces nord-coréennes supérieures en nombre et en qualité d'équipement,. Les régiments de la 24e division d'infanterie sont systématiquement repoussés au sud dans les batailles autour de Chochiwon, Cheonan et Pyeongtaek. La 24e division d'infanterie arrête sa retraite à la bataille de Daejeon, au prix de sa quasi-destruction et parvient à contenir les forces nord-coréennes jusqu'au 20 juillet. À cette date, les forces de la 8e armée sont à peu près égales aux forces nord-coréennes présentes dans la région, mais avec de nouvelles unités de l'ONU arrivant chaque jour.

### Avancée nord-coréenne

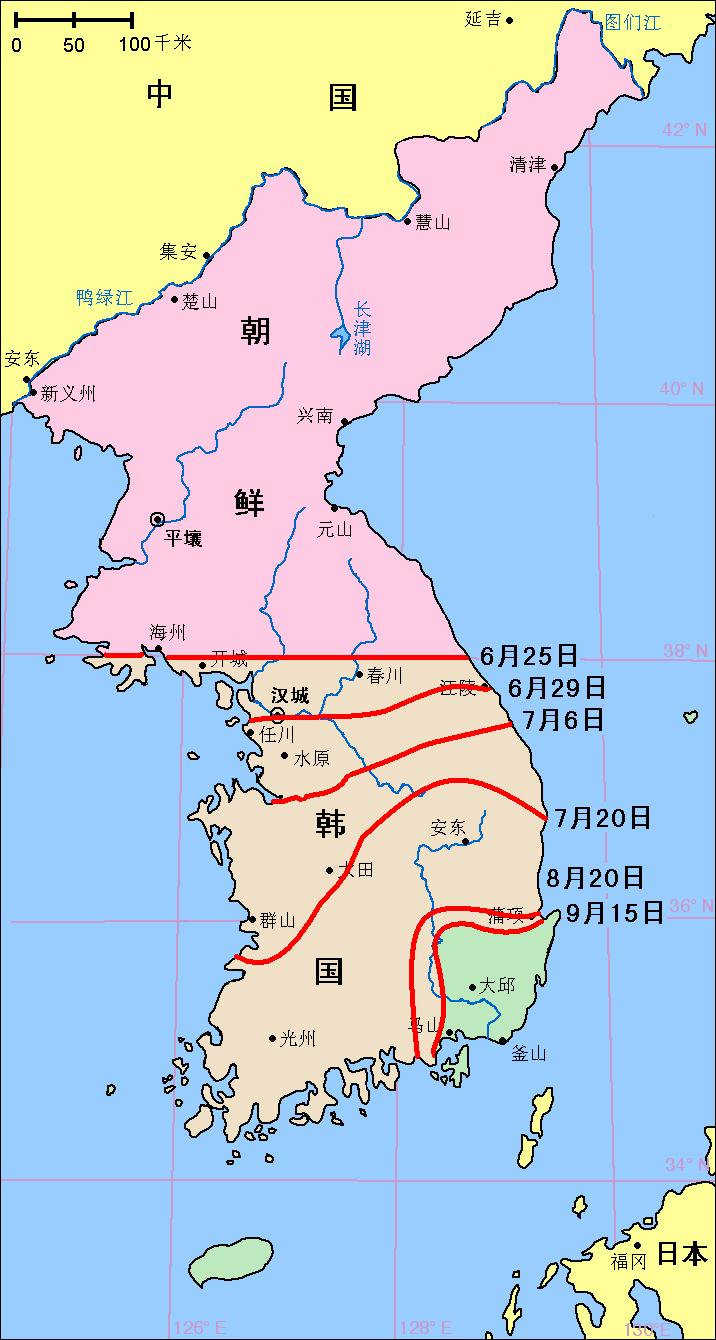
Carte de l'avancée nord-coréenne. Le périmètre de Busan apparaît en vert.

Les forces armées des États-Unis, déjà épuisées par les deux précédentes semaines de combats à endiguer l'avancée des Nord-Coréens et qui tentent de défendre les quartiers généraux de la 24e division d'infanterie , sont submergées par les forces numériquement supérieures de l'Armée populaire de Corée à Daejeon. Après une féroce lutte de trois jours , les Américains doivent se retirer de Daejeon . Après avoir pris Daejeon, les forces nord-coréennes commencent à manœuvrer autour du périmètre de Busan dans une tentative d'encerclement. Les 4e et 6e division d'infanterie nord-coréennes progressent vers le Sud dans un large mouvement. Les deux divisions manœuvrent de manière coordonnée afin d'envelopper le flanc gauche de l'ONU. Elles avancent sur les positions de l'ONU, en repoussant de manière répétée les forces américaines et sud-coréennes.
À l'Est, l'armée nord-coréenne, forte de 89 000 hommes, avance en Corée du Sud sur six colonnes, elle prend l'armée de la République de Corée par surprise et qui est complètement mise en déroute. La petite armée sud-coréenne souffre d'un manque généralisé d'organisation et d'équipement, et elle est très mal préparée à la guerre. Les forces nord-coréennes numériquement supérieures détruisent la résistance isolée des 38 000 soldats sud-coréens sur le front avant de continuer progressivement au sud. La plupart des forces de la Corée du Sud se retirent alors devant l'avancée nord-coréenne. Il ne faut que trois jours aux troupes nord-coréennes pour prendre la capitale Séoul, le 28 juin, forçant le gouvernement et ses forces brisées à se retirer plus au sud. En outre, les forces sud-coréennes font sauter le pont sur la rivière Han, piégeant leurs propres soldats et tuant des centaines de réfugiés qui évacuent la ville. Bien qu'elles soient constamment repoussées, les forces sud-coréennes renforcent leur résistance au fur et à mesure de leur retraite vers le Sud, dans l'espoir de retarder les nord-coréens autant que possible. Les unités nord et sud-coréennes se battent pour le contrôle de plusieurs villes, s'infligeant de lourdes pertes. L'armée sud-coréenne défend farouchement Yeongdeok avant d'être refoulée, et réussit à repousser les forces nord-coréennes à la bataille d'Andong (en).
À l'Ouest, les forces américaines sont repoussées à plusieurs reprises, avant de finalement freiner l'avancée nord-coréenne. Des éléments du 3e bataillon, du 29e régiment d'infanterie américain, nouvellement arrivés dans le pays, sont anéantis à Hadong dans une embuscade coordonnée (en) des forces nord-coréennes le 27 juillet, qui laisse un passage ouvert vers la zone de Busan,. Peu de temps après, Chinju à l'Ouest est prise, repoussant le 19e régiment d'infanterie et laissant ouvert le passage vers Busan. Les unités américaines sont cependant en mesure de vaincre et de repousser les Nord-Coréens sur le flanc à la bataille de la Notch, le 2 août. Les pertes très élevées contraignent les forces nord-coréennes à se retirer sur le flanc ouest pendant plusieurs jours pour se rééquiper et recevoir des renforts. Ce répit de plusieurs jours permet aux belligérants de se préparer à l'attaque sur le périmètre de Busan,.

## Prélude

### Terrain

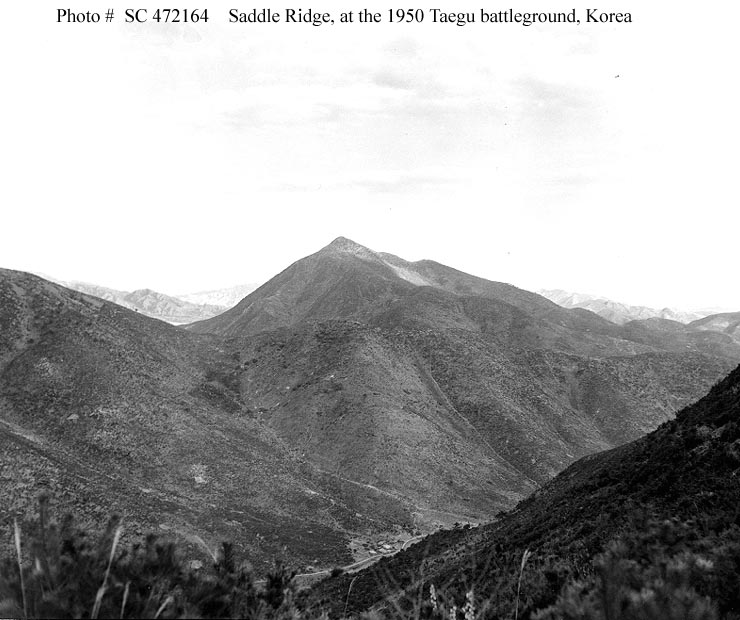
Saddle Ridge près de Daegu.

Les forces de l'ONU établissent un périmètre autour de la ville portuaire de Busan tout au long des mois de juillet et août 1950. D'environ 230 km de long, le périmètre s'étend du détroit de Corée à la mer du Japon à l'Ouest et au nord de Busan. Sauf sur les 24 km les plus au sud où elle tourne vers l'Est à l'intérieur du périmètre après sa confluence avec la rivière Nam, l'ouest du périmètre est bordé par le fleuve Nakdong qui forme un coude au niveau de la ville de Daegu. La limite nord est une ligne irrégulière qui court à travers les montagnes au-dessus de Waegwan et Andong jusqu'à Yeongdeok.
À l'exception du delta du Nakdong au sud, et de la vallée entre Daegu et Pohang, le terrain est très accidenté et montagneux. Au Nord-est de Pohang, le terrain est particulièrement difficile, et les mouvements dans la région sont extrêmement périlleux. Ainsi, l'ONU établit le périmètre de Busan sur une position circonscrite par la mer du Japon, au sud et à l'Est, du fleuve Nakdong à l'Ouest, et des terrains très montagneux au nord, en utilisant le terrain comme défense naturelle. Cependant, le terrain accidenté rend également les communications difficiles, en particulier pour les forces sud-coréennes dans la région Pohang.
Les forces de l'ONU dans cette région souffrent également de pertes liées à la chaleur de l'été. En effet, la région du Nakdong ne dispose que de peu de végétation et d'eau potable et la Corée souffre d'une grave sécheresse à l'été 1950, ne recevant que 130 mm de pluie contre 510 mm en temps normal pendant les mois de juillet et août. Combiné avec des températures de 41 °C, ce temps chaud et sec contribue au grand nombre de victimes, en particulier pour les forces américaines non conditionnées.

### Forces en présence

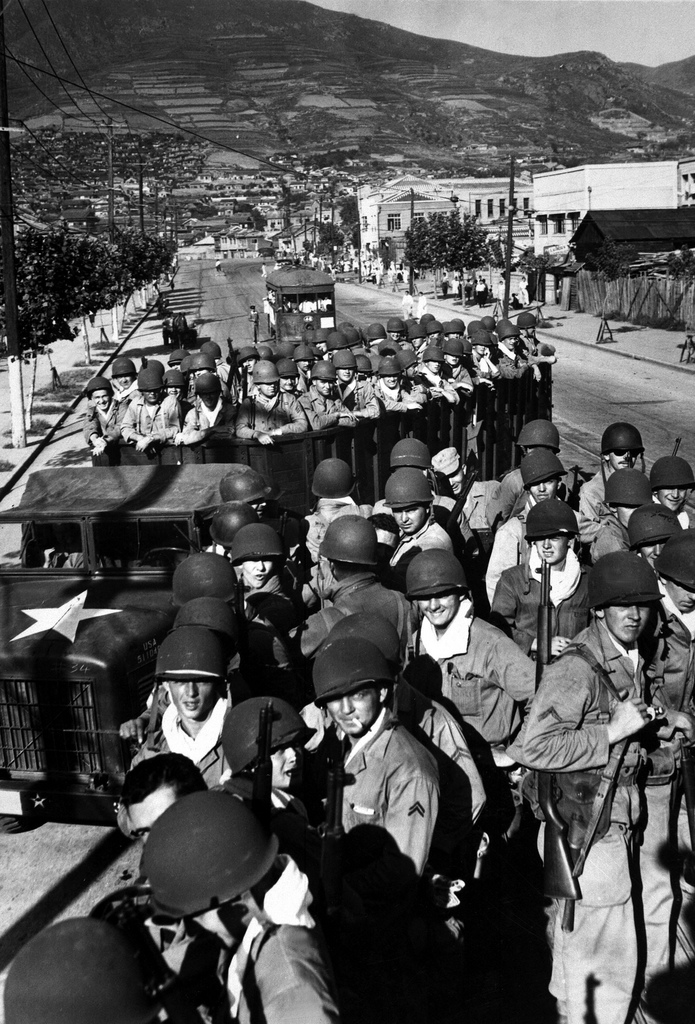
Des Marines américains débarquent à Busan en août 1950.

L'Armée populaire de Corée est organisée à l'origine en une force combinée et mécanisée de dix divisions avec 90 000 soldats bien entraînés et bien équipés et plusieurs centaines de chars T-34. Mais, les actions défensives menées par les forces sud-coréennes et américaines avant la bataille du périmètre de Busan lui ont déjà coûté 58 000 hommes et un grand nombre de chars. Pour compenser ces pertes, la Corée du Nord est obligée de compter sur des troupes moins expérimentées et des conscrits, dont beaucoup ont été enrôlés depuis les régions conquises de la Corée du Sud. Au cours de la bataille, les Nord-Coréens engagent un total de 13 divisions d'infanterie et une division blindée pour combattre au périmètre de Busan.
Les forces des Nations unies sont organisées sous le commandement de l'United States Army. La 8e armée des États-Unis fait office de commande pour les forces de l'ONU, et son quartier général est basé à Daegu,. Elle dispose de trois divisions américaines ; la 24e division d'infanterie a débarqué dans le pays début juillet, tandis que la 25e division d'infanterie et la 1re division de cavalerie sont arrivées entre le 14 et le 18 juillet. Ces forces occupent le tronçon ouest du périmètre, le long du fleuve Nakdong. L'armée de la République de Corée, une force de 58 000 hommes, est organisée en deux corps et cinq divisions. D'est en ouest, le 1er corps d'armée sud-coréen comprend la 8e division d'infanterie et la division Capitale tandis que le 2e corps d'armée contrôle les 1re et 6e divisions d'infanterie. Une 3e divisions d'infanterie reconstituée est placée sous le contrôle direct de l'armée sud-coréenne,. Le moral parmi les unités de l'ONU est faible en raison du grand nombre de défaites subies à ce stade de la guerre,. Les forces américaines ont déjà subi plus de 6 000 blessés au cours du mois passé, tandis que l'armée sud-coréenne a perdu environ 70 000 hommes,.
Le nombre réel de soldats de chaque côté est difficile à estimer. À la date du 5 août, l'armée nord-coréenne aligne environ 70 000 hommes en face du périmètre à Busan. Mais la plupart de ses divisions sont en sous-effectif,. Et les unités mécanisées disposent sans doute de moins de 3 000 hommes et autour de 40 chars T-34 sur le front, en raison d'importantes pertes à cette date du conflit,. MacArthur rapporte disposer de 141 808 soldats en Corée le 4 août, dont 47 000 pour les unités de combat terrestres américaines et 45 000 dans les unités de combat sud-coréennes. Ainsi, les forces de combat terrestre de l'ONU dépassent de 70 000 à 92 000 hommes les forces nord-coréennes,. Les forces des Nations unies ont le contrôle complet de l'air et de la mer, et des éléments de l'US Air Force et de l'US Navy fournissent un appui pour les unités terrestres tout au long de la bataille, pratiquement sans opposition. Le commandement général de la force navale est assumé par la 7e flotte des États-Unis, qui constitue aussi l'essentiel de la puissance navale fournie. Le Royaume-Uni fournit également une petite force navale y compris un porte-avions, le HMS Triumph (R16) et plusieurs croiseurs. L'Australie, le Canada, les Pays-Bas et la Nouvelle-Zélande ont participé aussi par l'envoi de quelques navires. Plusieurs centaines de chasseurs-bombardiers de la 5e Air Force sont positionnés juste à côté de la côte et à bord de l'USS Valley Forge (CV-45) et l'USS Philippine Sea (CV-47). À la fin de la bataille, la 8e armée dispose d'un soutien aérien plus important que le 12e groupe d'armée du général Omar Bradley en Europe pendant la Seconde Guerre mondiale.
Du sud au nord, les unités nord-coréennes placées en face des unités de l'ONU sont le 83e régiment motorisé de la 105e division blindée, puis les 6e, 4e, 3e, 2e, 15e, 1re, 13e, 8e, 12e, et 5e divisions d'infanterie ainsi que le 766e régiment d'infanterie indépendant. Tout au long de septembre 1950, alors que la bataille fait rage, davantage de forces de l'ONU arrivent des États-Unis et d'autres pays. La 2e division d'infanterie, le 5e régiment d'infanterie, la 1re brigade d'infanterie des Marines et la 27e brigade d'infanterie du Commonwealth débarquent à Busan avec un grand nombre de troupes fraîches et d'équipements supplémentaires, y compris plus de 500 chars,. Vers la fin de la bataille, la force de la 8e armée est passée de trois divisions en sous-effectif et sous-équipée à quatre divisions parfaitement préparées et prêtes au combat.

### Logistique

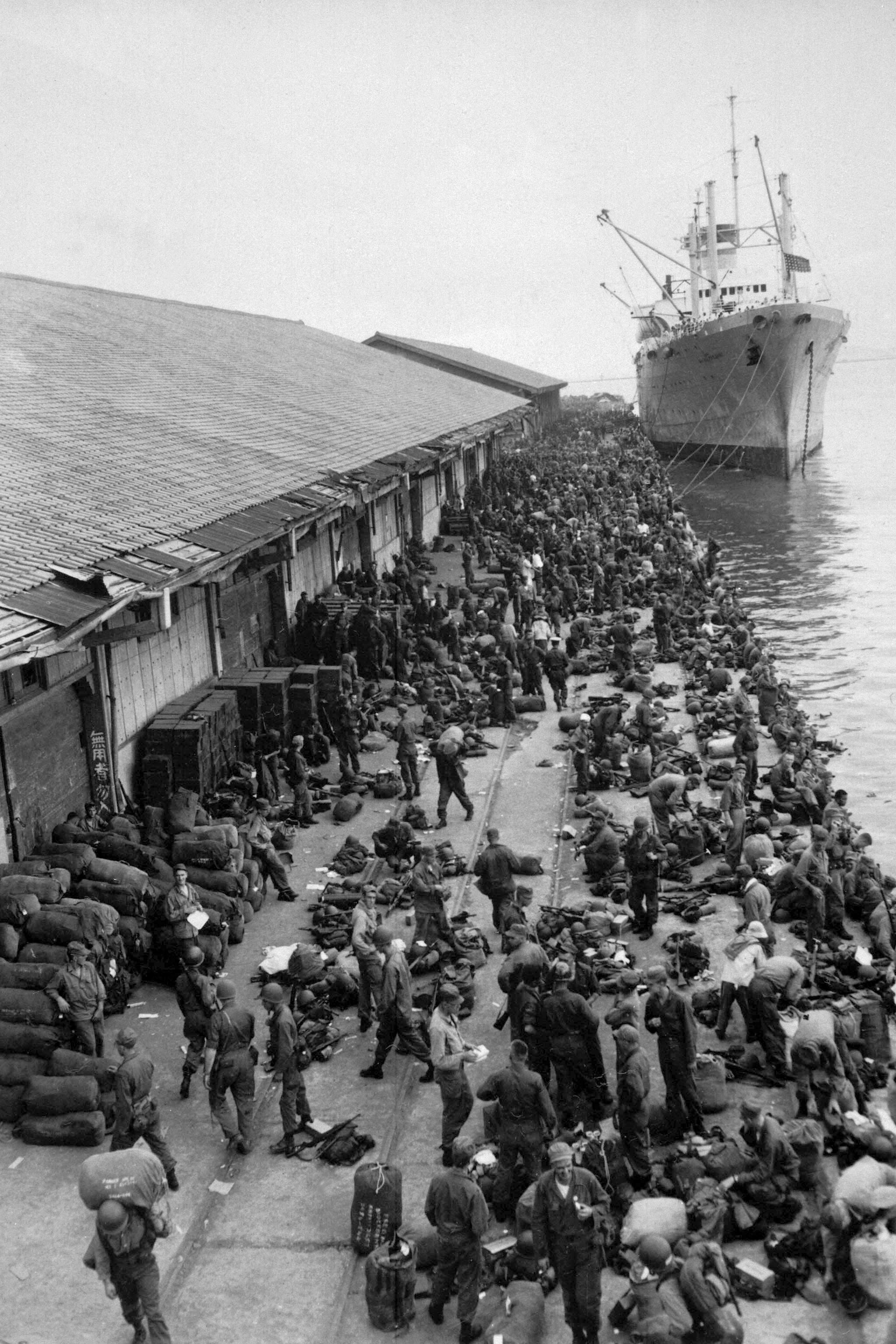
Des troupes américaines en cours de débarquement, le 6 août 1950.

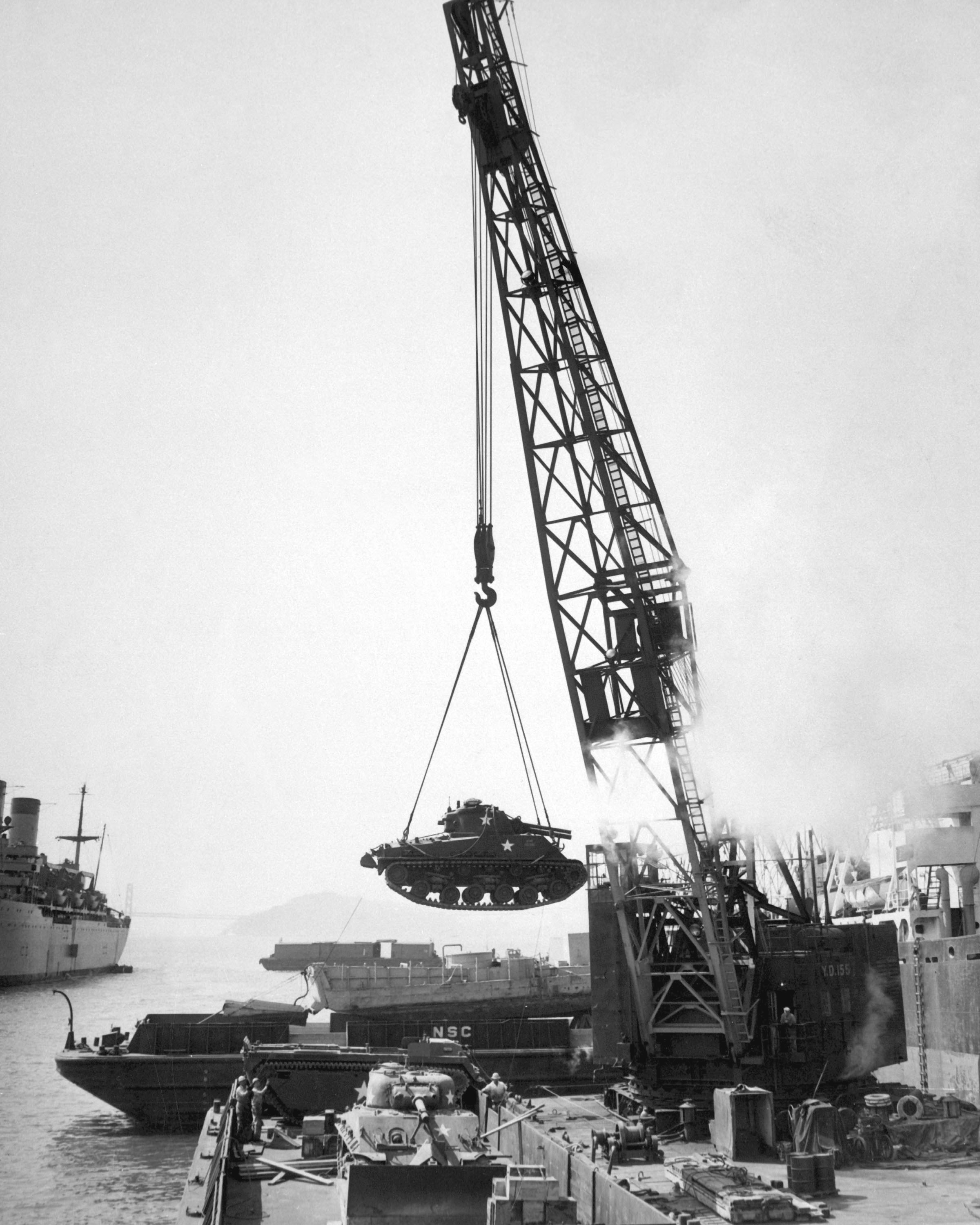
Des chars M4 Sherman en cours de chargement pour la Corée à Oakland.

#### Nations unies
Le 1er juillet, le commandement américain en Extrême-Orient ordonne à la 8e armée des États-Unis d'assumer la responsabilité de tout le soutien logistique des forces américaines et de l'ONU en Corée, y compris pour l'armée sud-coréenne. Pour ce faire, elle doit faire venir l'approvisionnement depuis les États-Unis et le Japon. Et le rééquipement de l'armée sud-coréenne représente pour les forces de l'ONU de grands problèmes logistiques courant juillet. Le plus grand défi est la pénurie de munitions. Bien que la situation logistique s'améliore au fil du temps, l'approvisionnement en munitions demeure un problème durant une grande partie de la guerre. De plus, la consommation de fournitures diffère entre les différentes unités et comme aucun plan n'avait été précédemment élaboré, cela force les logisticiens de l'ONU à créer un système à partir de rien. L'approvisionnement en nourriture pour les troupes en Corée est un autre défi logistique auquel sont confrontés les Nations unies dans les premiers jours de la guerre. Il n'y avait pas de ration C en Corée et seulement une petite réserve disponible au Japon au début de la guerre. Le Quartier-maître général de l'US Army commence donc immédiatement à déplacer tous les stocks de rations B et C disponibles des États-Unis en Extrême-Orient. Les premières rations de terrain sont en grande partie des rations K de la Seconde Guerre mondiale. L'approvisionnement en nourriture des troupes sud-coréennes est un problème tout aussi important et difficile.
La majorité du ravitaillement par mer est menée par des cargos de l'US Army et de l'US Navy. Le besoin massif de navires contraint l'ONU à affréter des bateaux privés et à réactiver des navires de la flotte de réserve pour augmenter le nombre des navires militaires en service. L'ONU dispose d'un avantage majeur dans ses opérations de transport maritime car le port le plus développé en Corée est Busan à la pointe sud de la péninsule. Busan est le seul port en Corée du Sud qui a des installations portuaires assez grandes pour gérer une quantité considérable de marchandises. Un pont aérien d'urgence depuis les États-Unis et le Japon, est aussi mis en place presque immédiatement afin de parer au manque d'éléments les plus critiques. Bien qu'il n'ait pas directement volé en Corée, le Military Air Transport Service, Division Pacifique, se développe rapidement après le déclenchement de la guerre. Soldats et fournitures sont convoyés vers les aérodromes situés sur le périmètre de Busan depuis le Japon par le Far East Air Forces transports. La consommation d'essence tant par les avions de combat que de transport est si importante dans la première phase de la guerre, qu'elle pèse très lourdement dans les stocks très limités de carburant disponibles en Extrême-Orient, devenant un problème logistique très sérieux. Depuis Busan une bonne voie ferrée construite par les Japonais et bien lesté de pierres concassées et de gravier de rivière s'étend vers le Nord. Les chemins de fer sont l'épine dorsale du système de transport de l'ONU en Corée,. Les 32 000 km de routes coréennes sont toutes de nature secondaire selon les normes américaines ou européennes,.

#### Corée du Nord
La responsabilité de la logistique nord-coréenne est divisée entre le ministère de la Défense nationale (MDN), dirigé par le maréchal Choi Yong-kun, et le Service arrière de l'armée populaire de Corée, commandée par le général Choe Hong Kup. Le MDN est principalement responsable de l'approvisionnement et du transport par chemin de fer, tandis que le Service arrière est responsable du transport routier. Les Nord-Coréens s'appuient sur un système logistique très faible et bien plus petit que celui mis en place par le commandement des Nations unies en Corée. Ce réseau logistique n'est donc pas capable de déplacer autant de fournitures que ce dernier, et cela entraîne des difficultés considérables pour les troupes en première ligne. Basé sur le modèle soviétique, ce réseau basé uniquement au sol s'appuie principalement sur les chemins de fer pour transporter l'approvisionnement à l'avant tandis que les troupes transportent le ravitaillement aux unités en première ligne à pied ou en camions. Bien que plus polyvalent, ce dernier a aussi des inconvénients importants car moins efficace et souvent trop lent pour suivre les unités de première ligne en mouvement.

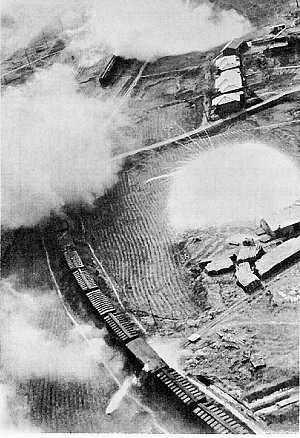
Des avions américains attaquent un train nord-coréen avec des roquettes et du napalm.

À la mi-juillet, le Far East Air Force Bomber Command (FEAF) commence une campagne soutenue et croissante contre des cibles logistiques stratégiques nord-coréennes. Le premier de ces objectifs est Wonsan, sur la côte Est. Wonsan est un important centre de communications qui relie Vladivostok en Sibérie à la Corée du Nord par le rail et par la mer. De là, des lignes de chemin de fer rejoignent tous les centres de la Corée du Nord. Dans la première partie de la guerre, la plus grande partie de l'approvisionnement russe pour la Corée du Nord arrive à Wonsan, et dès le début la cité est considérée comme une cible militaire majeure. Le 27 juillet, les plans du Bomber Command FEAF pour détruire l'approvisionnement ferroviaire et réduire le flux des troupes nord-coréennes vers le Sud sont prêts. La destruction des ponts ferroviaires à P'yong-yang et Hamhung et des gares de triage à P'yong-yang, Hamhung et Wonsan doit permettre de rompre complètement le réseau logistique ferroviaire de la Corée du Nord. Et la destruction des ponts ferroviaires sur le fleuve Han, près de Séoul doit couper la communication ferroviaire avec la zone du périmètre de Busan. Deux jours après l'identification des cibles ferroviaires, un plan similaire est mis en action pour le réseau routier. Le 4 août, les B-29 commencent leur mission contre tous les ponts clés au nord du 37e parallèle et, le 15 août, les bombardiers légers et les chasseurs-bombardiers rejoignent la campagne de bombardement. L'absence de grandes pistes d'atterrissage et d'aéronefs ne permet pas à la Corée du Nord d'effectuer des ravitaillements aériens significatifs ; pour l'essentiel en provenance de Chine. L'aviation ne joue donc quasiment aucun rôle dans la logistique nord-coréenne. Les Nord-Coréens ne sont pas non plus en mesure d'utiliser efficacement le transport maritime. Les ports de Wonsan et d'Hungnam auraient pu être utilisés pour le transport de troupes et de matériel, mais ils sont restés trop peu développés pour supporter des mouvements logistiques à grande échelle, et il est difficile de naviguer dans le port d'Incheon avec un grand nombre de navires,.
La suprématie de la 5e Air Force dans le ciel de la Corée force les Nord-Coréens dans le premier mois de la guerre à recourir à des mouvements de nuit pour approvisionner la zone de combat. Ils utilisent principalement les chemins de fer pour convoyer les fournitures, cependant une pénurie de camions les oblige pour finaliser l'acheminement vers les unités sur le terrain à se servir de charrettes et de bêtes de somme. L'armée nord-coréenne réussit tout de même à maintenir ses lignes de ravitaillement vers le front malgré les frappes aériennes constantes. En effet, les Nations unies ne réussissent pas à arrêter totalement le transport ferroviaire militaire. Et les munitions et le carburant, mais en plus petites quantités qu'avant, continuent à arriver sur le front. Cependant, comme ces dernières sont prioritaires dans la logistique nord-coréenne, les soldats ne disposent au mieux que d'une à deux rations alimentaires par jour. La plupart des unités doivent vivre au moins partiellement sur la population sud-coréenne, en quête de nourriture et d'approvisionnement durant la nuit. Au 1er septembre la situation alimentaire est si mauvaise pour les troupes sur le front que la plupart des soldats sont affaiblis et montrent une perte d'endurance et d'efficacité au combat.
Pour l'armée nord-coréenne, l'inefficacité de sa logistique est une faiblesse fatale, qui lui coûte des défaites cruciales après ses succès initiaux au début du conflit. Les moyens de communication et d'approvisionnement nord-coréens ne sont en effet pas capables d'exploiter une percée et de soutenir une attaque continue en face de massives réponses blindées, aériennes, et d'artillerie qui peuvent être concentrées sur ses troupes en situation critique.

## Poussée d'août

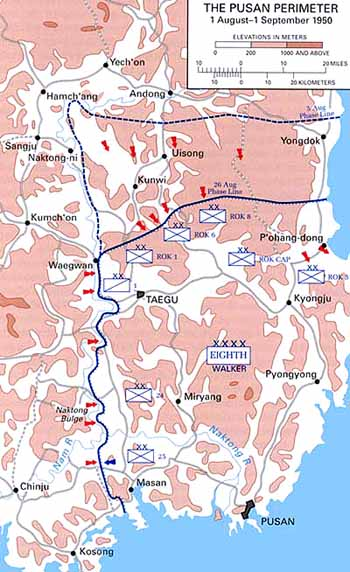
Carte du périmètre de Busan, août 1950.

### Mise en place du périmètre
Le 1er août, la 8e armée américaine émet une directive opérationnelle à toutes les forces terrestres de l'ONU en Corée pour leur retrait prévu à l'est du fleuve Nakdong. Les unités de l'ONU sont alors chargées d'établir des positions défensives derrière ce qui va devenir le périmètre de Busan. Le but est de constituer une ligne de défense pour tenir à distance de l'Armée populaire de Corée pendant que l'armée américaine attend les renforts et reconstruit ses forces afin de lancer une contre-offensive. Le périmètre est la dernière ligne de défense pour les forces de l'ONU qui n'ont connu que des défaites au cours du premier mois de la guerre; tout recul supplémentaire coûterait de lourdes pertes à la 8e armée. La 25e division d'infanterie américaine tient le flanc sud à Masan, tandis que la 24e division d'infanterie se replie sur Koch'ang. La 1re division de cavalerie se positionne à Waegwan. Les forces américaines ont démoli tous les ponts au-dessus du fleuve Nakdong dans leur retraite. Et lors de la destruction d'un de ces ponts, le commandant de la 1re division de cavalerie tente à plusieurs reprises d'évacuer les réfugiés le traversant, mais ces derniers continuent à affluer malgré les avertissements et plusieurs tentatives pour dégager le pont. Finalement, le commandant est contraint de démolir le pont, entrainant la mort de plusieurs centaines de réfugiés dans la destruction.
Le cœur du plan de défense de l'ONU prévoit de tenir le port de Busan, où les approvisionnements et renforts terrestres vitaux arrivent du Japon et des États-Unis. Busan possède aussi un aérodrome où les avions de combat et cargo peuvent ravitailler la Corée en fournitures. L'installation de grues lourdes sur les quais de Busan permet de faciliter la manipulation des armes lourdes et des marchandises, réduisant le besoin de ravitaillement par le pont aérien. Un système similaire au Red Ball Express de la Seconde Guerre mondiale, est mis en place pour convoyer les fournitures de Busan vers les lignes de front. Des centaines de navires arrivent à Busan chaque mois, le trafic compte 230 navires en juillet et en augmente de façon constante par la suite. Le 24 juillet l'ONU établit son haut-commandement à Tokyo au Japon avec à sa tête le Général de l'Armée Douglas MacArthur. Les forces nord-coréennes dans l'intervalle souffrent de lignes d'alimentation trop étendues qui réduit sévèrement leur capacité de combat.
Les forces nord-coréennes ont quatre itinéraires possibles vers le périmètre: au sud, le passage à travers la ville de Masan autour de la confluence de la Nam et du fleuve Nakdong; une autre voie au sud à travers le Nakdong et les lignes de chemin de fer à Miryang; par la route à Daegu dans le Nord; et à travers Gyeongju dans le corridor Est. La Corée du Nord monte une grande offensive en août, attaquant simultanément ces quatre points d'entrées dans le périmètre. La bataille du périmètre de Busan comprend donc plusieurs engagements entre les divisions de l'ONU et les forces de la Corée du Nord le long du périmètre.

### Contre offensive américaine

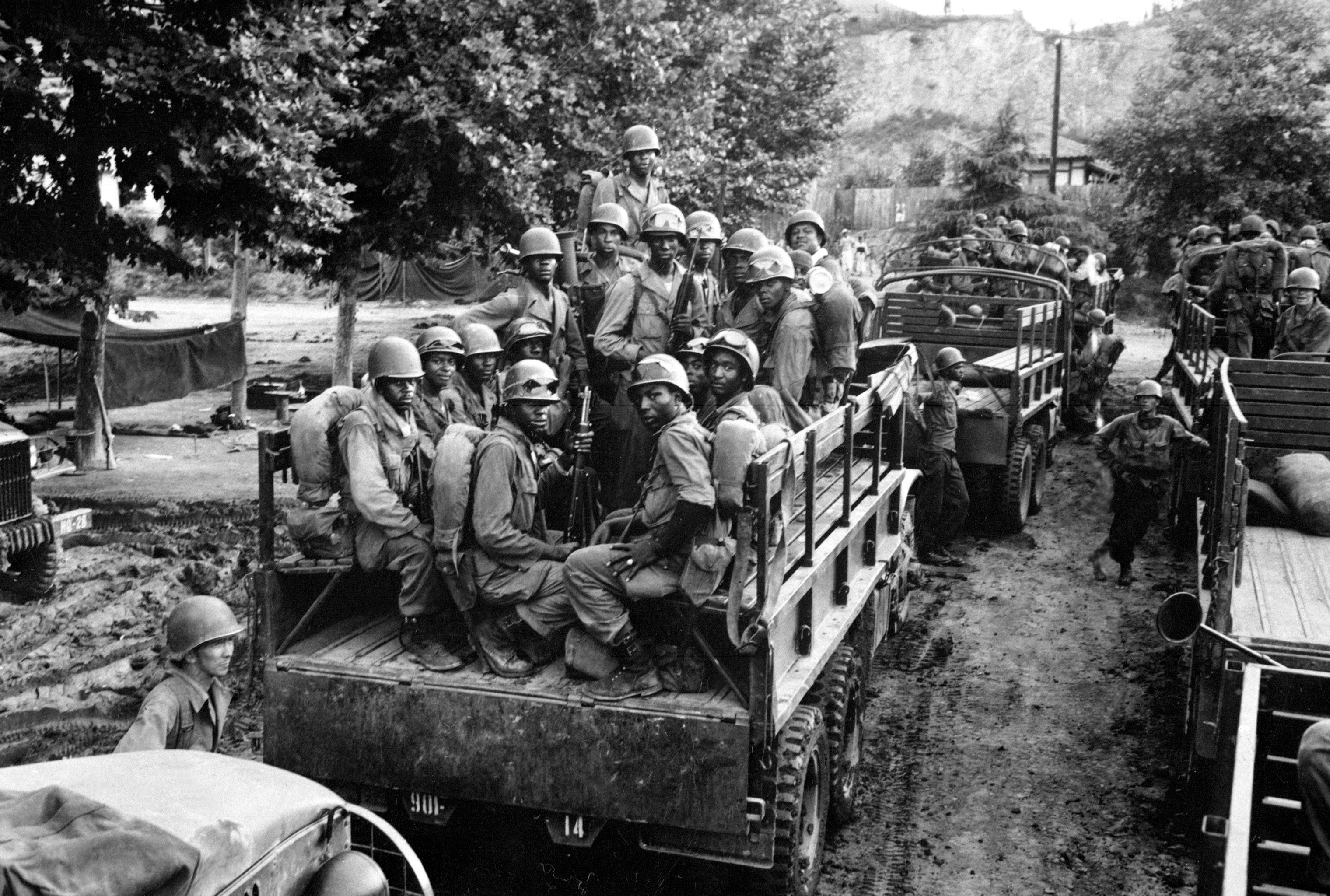
Les troupes du 24e d'infanterie font mouvement vers le champ de bataille à Masan.

La 8e armée, commandée par le lieutenant-général Walton Walker, prépare une contre-offensive pour août, la première menée par l'ONU dans la guerre. Elle doit débuter par une attaque des unités de réserve américaines sur la zone Masan pour sécuriser Chinju contre la 6e division nord-coréenne puis elle doit être suivie par une grande offensive générale sur la rivière Kum au milieu du mois,. Un des objectifs de Walker est de briser la concentration suspectée de troupes ennemies à proximité de la zone de Taegu en détournant certaines unités nord-coréennes vers le Sud. Le 6 août, la 8e armée émet la directive opérationnelle de l'attaque à la Task force Kean, nommée d'après le commandant de la 25e division d'infanterie, William B. Kean. La Task Force Kean est composée de la 25e division, privé du 27e régiment d'infanterie et d'un bataillon d'artillerie de campagne, mais à laquelle on adjoint le 5e régiment d'infanterie et la 1re brigade d'infanterie des Marines soit une force d'environ 20 000 hommes. Le plan d'attaque implique que la Task Force se déplace vers l'Ouest à partir de positions tenues près de Masan, saisisse le col de Chinju, et fixe la ligne sur la rivière Nam. Cependant, l'offensive s'appuie sur l'arrivée de l'ensemble de la 2e division d'infanterie, ainsi que sur trois autres bataillons de chars américains.
La Task Force Kean lance son attaque le 7 août, s'élançant depuis Masan. Au Notch, une passe au nord de la ville et le lieu d'une bataille précédente, le 35e régiment d'infanterie rencontre 500 soldats d'infanterie nord coréens, et les vainc. La Task Force avance rapidement jusqu'à Pansong, infligeant 350 blessés supplémentaires et prend le quartier général de la 6e division nord-coréenne. Cependant, le reste de l'avancée américaine est ralenti par la résistance de l'ennemi. La Task Force Kean doit forcer sur la zone de Chindong-ni, dans une bataille confuse où les forces dispersées doivent compter sur un fort soutien aérien afin de conserver l'avantage. De plus, l'offensive de Kean entre en collision avec des éléments de la 6e division nord-coréenne et doit se battre simultanément sur les deux fronts,.
De violents combats perdurent dans la zone pendant trois jours. Le 9 août, la Task Force Kean est prête à reprendre Chinju. Soutenus par un appui aérien, les Américains avancent rapidement malgré la forte résistance nord-coréenne. Le 10 août, les Marines, qui ont pris de l'avance, découvrent par inadvertance le 83e régiment motorisé de la 105e division blindée de la Corée du Nord. Les F4U Corsair de la 1st Marine Aircraft Wing frappent à plusieurs reprises la retraite des Nord-Coréens, infligeant 200 victimes et détruisant une centaine de véhicules du régiment,. Cependant, la 1re brigade des Marines est retirée de la force le 12 août afin d'être redéployés ailleurs sur le périmètre,. La Task Force Kean continue à avancer, soutenue par la puissance de feu de la marine et l'artillerie de campagne et capture la zone autour de Chondong-ni. Cependant, la 8e armée demande à plusieurs de ses unités de se redéployer depuis Daegu ailleurs sur le front, en particulier sur le Nakdong,.

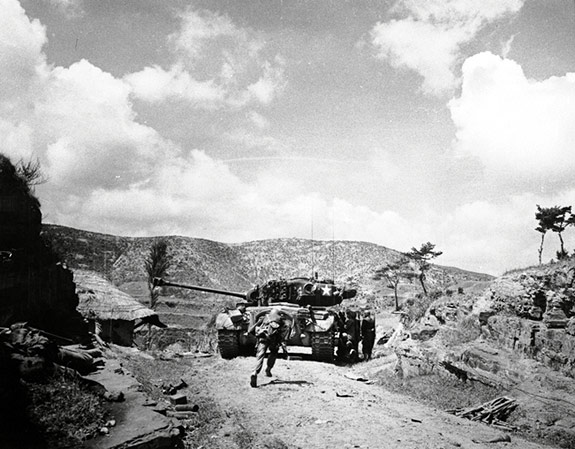
Des blindés américains avancent à l'ouest de Masan.

La Division Trains (en) de la 25e division d'infanterie, qui s'est embourbée dans la vallée dans la nuit du 10 au 11 août, est attaquée dans la matinée par les Nord-Coréens. Dans la confusion, les blindés nord-coréens sont en mesure de pénétrer les barrages routiers et les positions d'artillerie américaines. L'attaque surprise est couronnée de succès en anéantissant presque les 555e et 90e bataillons d'artillerie de campagne, avec leur équipement. Les blindés des deux camps s'affrontent et même si les Américains disposent du soutien de l'aviation des Marines, aucune des deux parties n'est en mesure de prendre le dessus malgré des pertes massives dans les deux camps. À plusieurs reprises, les forces américaines échouent à reprendre les positions d'artillerie envahies par les Nord-coréens, souffrant de nombreuses victimes. Quelque temps plus tard, alors qu'ils ont repris le contrôle de la zone, les Américains retrouvent les corps de 75 hommes exécutés, 55 du 555e d'artillerie de campagne et 20 du 90e d'artillerie de campagne. La Task Force Kean est forcée de se replier vers Masan, incapable de tenir ses positions, et le 14 août, elle tient à peu près les mêmes positions qu'au début de l'offensive.
La Task Force Kean échoue donc dans son objectif de détourner du Nord les troupes nord-coréennes, et également dans son objectif d'atteindre le col à Chinju. L'offensive a cependant permis d'augmenter de façon significative le moral des troupes de la 25e division d'infanterie, qui s'est donné corps et âmes dans les engagements ultérieurs,. La 6e division nord-coréenne est réduite à 3 000 ou 4 000 hommes et doit reconstituer ses rangs avec des conscrits sud-coréens d'Andong. Les combats dans la région continuent pour le reste du mois.

### Nakdong Bulge

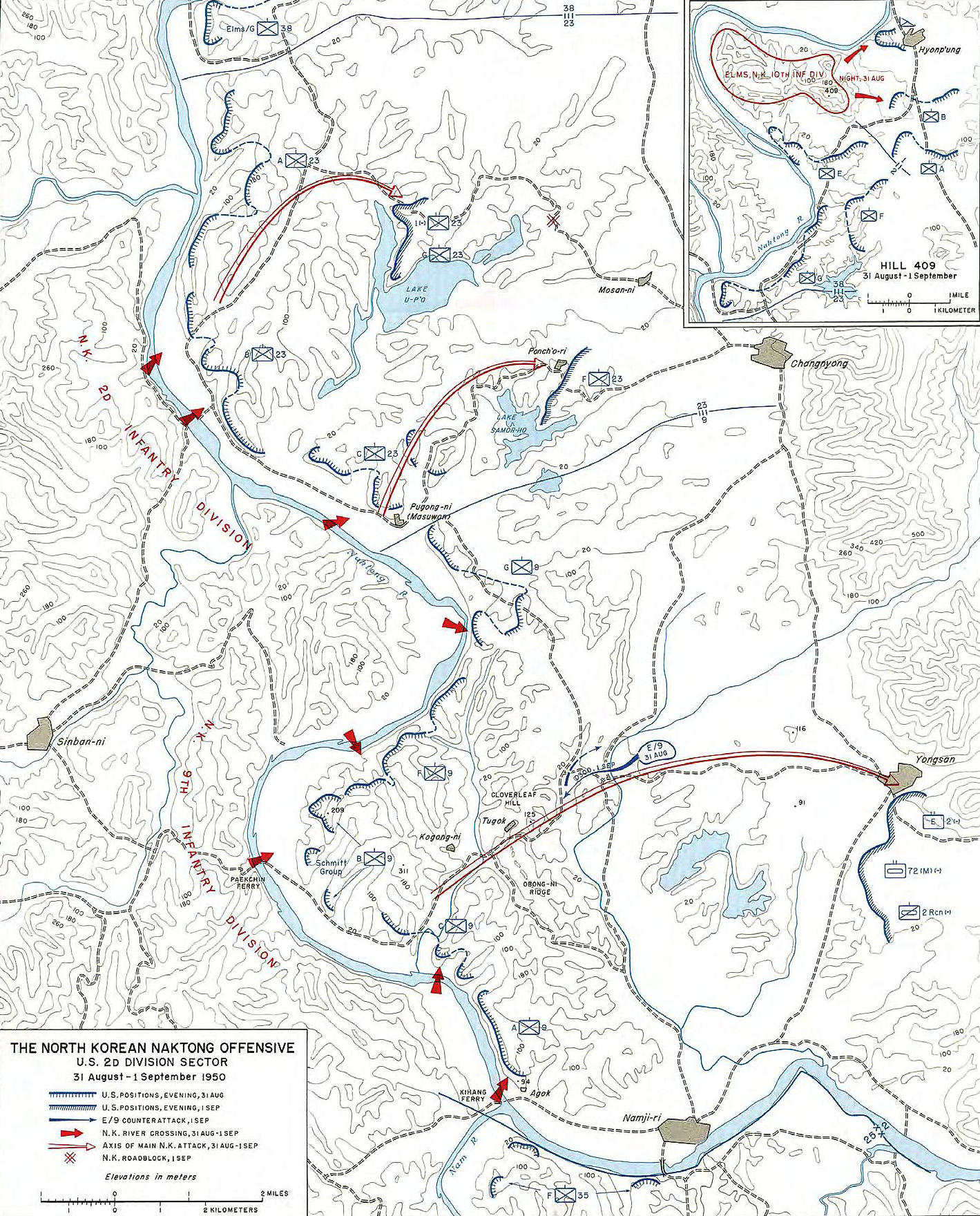
Carte du secteur de la 2e division lors de la Grande offensive du Nakdong.

À environ 11 km au nord de la confluence de la rivière Nam et du fleuve Nakdong, ce dernier se courbe vers l'Ouest en face de Yongsan dans une large boucle semi-circulaire (le Nakdong Bulge). À cette époque, le Nakdong mesure 400 mètres de largeur et 1,8 m de profondeur, permettant à l'infanterie de traverser à gué malgré quelques difficultés, mais empêchant les véhicules de traverser sans aide. Ce périmètre est recouvert par un réseau de postes d'observation sur les hauteurs d'où les forces américaines de la 24e division d'infanterie, sous les ordres du major-général John H. Church, surveillent la zone de la rivière. Les forces en réserve se préparent à contrecarrer toute tentative de franchissement par des unités Nord-coréennes. L'artillerie et les mortiers sont également répartis afin de pouvoir concentrer une grande puissance de feu sur une zone donnée. La division déjà en sous-effectif est extrêmement étirée le long du front, rendant la ligne relativement fragile,.

#### Traversée des Nord-coréens

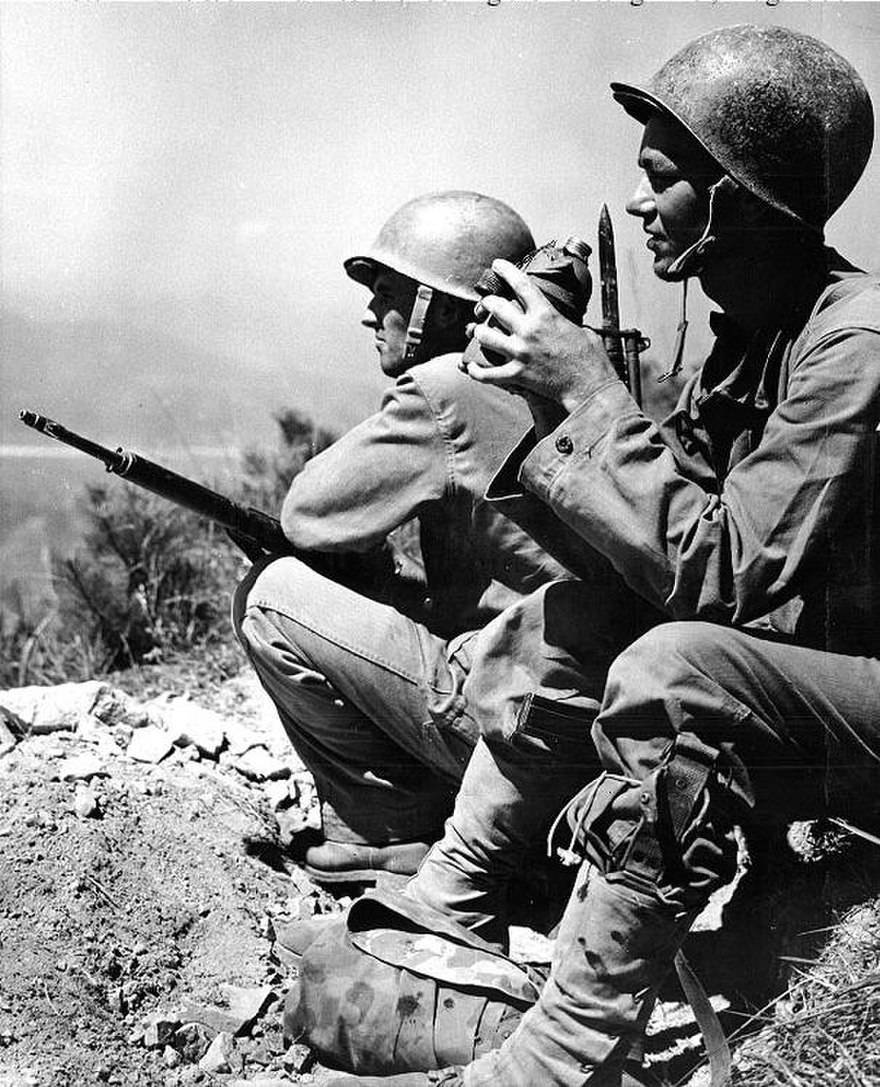
Des Marines américains tiennent une position nouvellement conquise et dominant le Nakdong, le 19 août.

À minuit dans la nuit du 5 au 6 août, 800 soldats Nord-coréens du 3e bataillon, 16e régiment, traversent le fleuve au niveau d'Ohang, à 5,6 km au sud de Pugong-ni et à l'ouest de Yongsan, portant des armes légères et transportant les provisions sur leurs têtes ou des radeaux,. Une deuxième force essaye de traverser le fleuve plus au nord, mais elle est frappée avec de l'artillerie et des tirs de mitrailleuses, et se replie dans la confusion. À 02h00 le matin du 6 août, les Nord-coréens commencent à engager les forces du 3e bataillon, 34e régiment d'infanterie, mais poursuit son avancée après un petit combat, afin de pénétrer les lignes à Yongsan. L'infanterie nord-coréenne refoule le 3e bataillon et ce dernier doit abandonner son poste de commandement pour consolider ses positions. L'attaque nord-coréenne prend au dépourvu les Américains qui s'attendaient à une attaque plus au nord. Conséquemment, les Coréens capturent une grande quantité d'équipements américains. La force de l'attaque menace de rompre les lignes américaines et d'interrompre les lignes d'approvisionnement vers le Nord.
Le quartier général du régiment ordonne alors au 1er bataillon de contre-attaquer les Nord-coréens. Alors que le 1er bataillon arrive à l'ancien poste de commandement du 3e bataillon, il est pris en embuscade par des soldats nord-coréens situés sur des positions plus élevées. Les plus lourdes pertes sont assumées par la compagnie C, la première unité du bataillon à atteindre le poste. Plus de la moitié de la compagnie est mise hors service durant les combats. Les compagnies A et B contre-attaquent les positions nord-coréennes avec des chars et des véhicules blindés secourant la compagnie C assiégée. Vers 20 heures, la compagnie A établit le contact par radio avec la compagnie L du 3e bataillon, toujours sur ses positions près de la rivière, et signale que les Nord-Coréens ont pénétré vers l'Est au Nord de la route de Yongsan-Nakdong sur une position surélevée connue comme Cloverleaf Hill, mais qu'ils n'ont pas encore traversé au sud de la route d'Obong-ni Ridge. Les Nord-coréens ont pénétré à 4,8 km à l'est du Nakdong et à mi-chemin de Yongsan.
La contre-attaque américaine continue dans la matinée du 7 août, mais les gains sont faibles, entravés par le temps chaud et un manque de nourriture et d'eau. Les Nord-Coréens réussissent à aller de l'avant et à regagner Cloverleaf Hill et Oblong-ni Ridge, position critique à califourchon sur la route principale dans la zone du renflement (Bulge),. À 16h00 ce jour-là, le 9e régiment d'infanterie, 2e division d'infanterie, une unité nouvellement arrivée, est envoyée sur zone. John H. Church lui ordonne d'attaquer immédiatement la zone du renflement. Les troupes de la 9e d'infanterie sont fraîches, bien équipées et bien reposées. Cependant, ils sont aussi inexpérimentés, beaucoup d'entre eux étant réservistes. Et malgré une attaque tenace, le 9e d'infanterie n'est seulement en mesure de regagner qu'une partie de Cloverleaf Hill avant que d'intenses combats ne calent son mouvement.
Afin de détruire la tête de pont nord-coréenne, Church réunit une grande force autour du 9e régiment d'infanterie. Surnommé Task Force Hill, cette force comprend les 9e, 19e et 34e régiments d'infanterie ainsi que le 1er bataillon, 21e régiment d'infanterie, ainsi qu'un soutien de l'artillerie et d'autres unités rattachées. Il doit pousser les Nord-Coréens depuis la rive Est du fleuve, le 11 août. Le commandant de la Task Force Hill est le colonel John G. Hill, commandant du 9e d'infanterie.
Mais dans l'intervalle, la 4e division nord-coréenne, qui a terminé la veille, la construction d'un pont à partir de sacs de sable, de rondins et de rochers, déplace ses camions et l'artillerie lourde à travers la rivière, ainsi que de l'infanterie supplémentaire et quelques chars,. Au matin du 10 août, deux régiments nord-coréens occupent des positions fortifiées à travers le fleuve alors que l'approvisionnement continue à affluer. La Task Force Hill lance son attaque, mais elle est incapable de progresser en raison de l'artillerie nouvellement positionnée. Alors qu'elle devait frapper rapidement, la Task Force doit maintenant tenir sa position, et à la nuit tombée toute la 4e division nord-coréenne est sur le fleuve. Le même jour, certaines de ces unités ont commencé à manœuvrer vers le Sud et les lignes américaines afin de déborder la Task Force Hill. Le lendemain, des éléments épars de forces nord-coréennes attaquent Yongsan. Durant la nuit, les unités Nord-coréennes répètent l'attaque à plusieurs reprises contre les lignes américaines, alors que les soldats américains sont au repos et résistent avec plus de difficulté.

#### Défaite des Nord-coréens

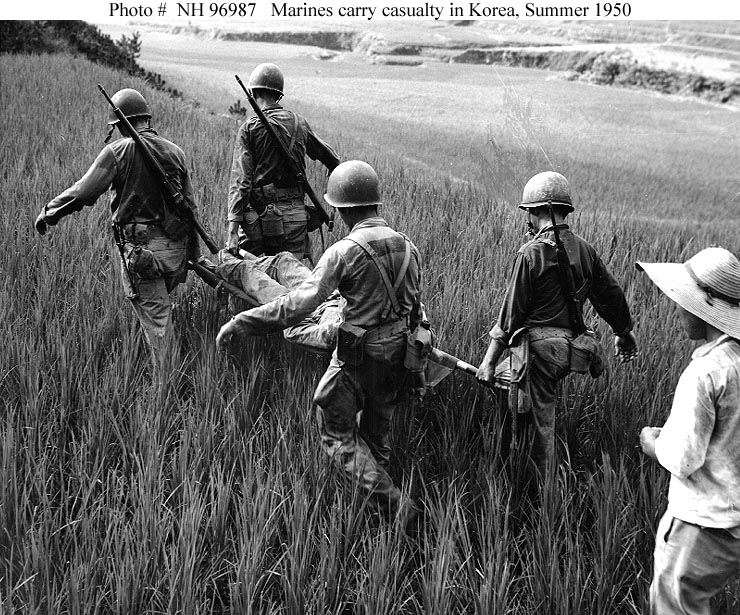
Des Marines transportent un blessé en août 1950.

La 1re brigade provisoire des Marines, en collaboration avec la Task Force Hill, monte une offensive massive sur Cloverleaf Hill et Obong-ni. Soutenue par l'aviation et l'artillerie, l'offensive débute à 08h00 le 17 août. Les forces américaines lancent tout ce qu'ils ont à leur disposition contre les positions nord-coréennes : artillerie, mortiers, frappes aériennes et chars M26 Pershing lancent leurs frappes en soutien à l'infanterie et aux Marines.
La défense furieuse nord-coréenne arrête initialement la poussée des Marines. L'artillerie américaine doit ratisser Cloverleaf Hill pour forcer les Nord-Coréens à sortir de leurs positions avant que les Marines et la Task Force Hill puissent avancer sur Obong-ni, et, finalement, submerger les Nord-Coréens, une colline à la fois. Ils ont d'abord détruit la résistance sur les pentes d'Obong-ni avec une frappe aérienne et un tir de barrage des chars américains, mais une forte résistance cause un grand nombre de victimes parmi les Marines, qui doivent se retirer après leur première attaque. Dans la foulée, le 18e régiment coréen, chargé de la colline, monte une contre-attaque désastreuse dans l'espoir de repousser définitivement les Marines,. La tactique de couper les voies d'approvisionnement en se fondant sur la surprise, qui avait donné tant de succès depuis le début de la guerre, ne fait plus le poids devant la massive supériorité numérique américaine.
À la nuit tombée, le 18 août, Obong-ni et Cloverleaf Hill sont repris par les forces américaines. La 4e division nord-coréenne est anéantie par les forces américaines ; un grand nombre de déserteurs ayant affaibli ses effectifs au cours de la bataille. Des groupes épars de soldats nord-coréens fuient à travers le Nakdong, poursuivis par l'aviation américaine et des tirs d'artillerie. Le lendemain, les restes de la 4e division se sont complètement retirés du fleuve,. Dans leur retraite précipitée, ils ont laissé un grand nombre de pièces et de matériel d'artillerie utilisés par la suite par les Américains.

### Corridor Est
Le terrain le long du front sud-coréen sur le corridor de l'Est rend les mouvements extrêmement difficiles. La route principale court de Daegu, 80 km à l'est, à P'ohang-dong sur la côte Est de la Corée. La seule route principale nord-sud coupant cette ligne court d'Andong à Yongch'on, à mi-chemin entre Daegu et P'ohang–dong. La seule autre entrée est la ville d'An'gang-ni, à 19 km à l'ouest de P'ohang-dong, située près d'une vallée au terrain accidenté et de la principale plaque tournante ferroviaire de Gyeongju, un poste de transit pour l'acheminement de l'approvisionnement vers Daegu. Walker choisit de ne pas renforcer outre mesure la zone, pensant celle-ci bien protégée des attaques par la nature du terrain. Il prévoit de répondre à une attaque éventuelle par l'envoi de renforts et une couverture aérienne effectuée depuis l'aérodrome de Yongil, au sud de P'ohang-dong.

#### Triple offensive

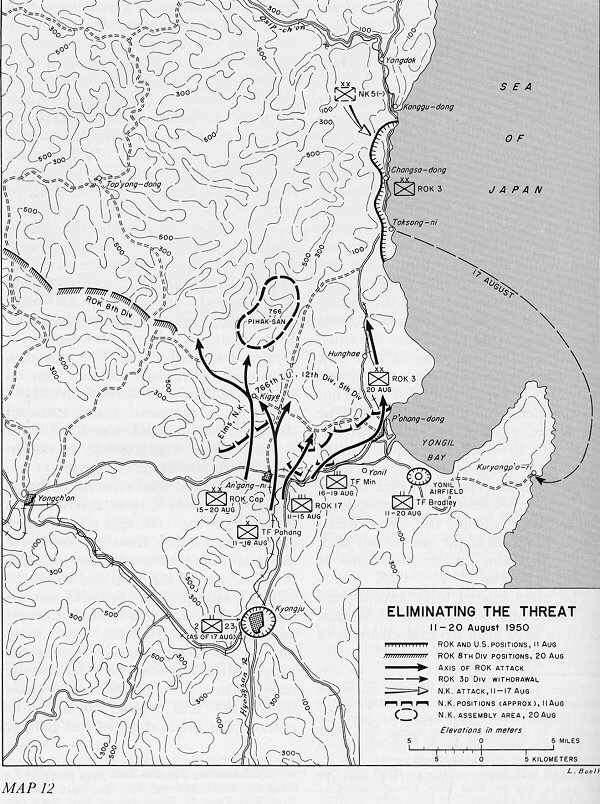
Carte des opérations entre le 11 et le 20 août. Après d'intenses combats, les unités sud-coréennes repoussent les forces nord-coréennes vers le nord.

Au début août, trois divisions nord-coréennes montent des offensives contre les trois passages vers la région ; la 8e division attaque Yongch'on, la 12e division attaque P'ohang-dong et la 5e division en conjonction avec le 766e régiment d'infanterie indépendant, attaque An'gang-ni. L'attaque de la 8e division, qui manœuvre vers Yongch'on depuis Uiseong, est bloquée presque immédiatement. La poussée échoue à atteindre le couloir Daegu - P'ohang après avoir été surprise et débordée par la 8e division sud-coréenne. Ce combat est si lourd que la 8e division nord-coréenne est contrainte de maintenir sa position pendant une semaine avant d'essayer d'avancer. Bloquée par la résistance sud-coréenne, elle doit attendre des renforts. Cependant, les deux autres attaques nord-coréennes ont plus de succès, prenant les forces de l'ONU par surprise.
À l'Est des 8e divisions, la 12e division nord-coréenne traverse le fleuve Nakdong à Andong, se déplaçant à travers les montagnes en petits groupes afin d'atteindre P'ohang-dong. La division est en sous-effectif et une partie de ses canons est renvoyée vers le Nord par manque de munitions. Mais les stratèges de l'ONU n'avaient pas prévu que la 12e division serait en mesure de traverser le fleuve de manière efficace, et se sont retrouvés dépourvus devant l'infiltration massive des Nord-coréens dans la zone. Dans l'intervalle, la 3e division sud-coréenne est lourdement engagée contre la 5e division nord-coréenne le long de la route côtière vers P'ohang-dong. Les principaux affrontements se concentrent sur la ville de Yongdok, qui est prise plusieurs fois par les belligérants. Le 5 août, les Nord-Coréens lancent leur attaque, prenant à nouveau la ville aux forces sud-coréennes et repoussant ces derniers vers le Sud. À 19 h 30, le 6 août, la Corée du Sud lance une contre-offensive pour reprendre la ville. Les aéronefs et les navires américains pilonnent la ville avec des roquettes, du napalm et des obus d'artillerie avant que les troupes sud-coréennes des 22 et 23 régiments déferlent sur la ville. Cependant, les forces de la 5e division réussissent à infiltrer la route côtière au sud de Yongdok à Hunghae (en), encerclant la 3e division, et les piégeant à quelques kilomètres au Nord de P'ohang-dong. Le 766e régiment indépendant avance autour de la 3e division sud-coréenne et prend la zone autour P'ohang-dong.
Le 10 août, la 8e armée met en place la Task Force P'ohang, constituée des 17e, 25e, et 26e régiments sud-coréens ainsi que du 1er bataillon antiguérilla, d'un bataillon de Marines et d'une batterie extraite du 18e bataillon américain d'artillerie de campagne. La Task Force a pour mission de nettoyer la zone montagneuse des forces nord-coréennes. Dans le même temps, la 8e armée forme aussi la Task Force Bradley, constituée d'éléments du 9e régiment d'infanterie américain, 2e division, sous le commandement du général de brigade Joseph S. Bradley, assistant du commandant de la 2e division,. Elle comprend un bataillon du 9e régiment, une compagnie de tanks, un bataillon de génie militaire, une batterie d'artillerie, une batterie antiaérienne et des unités de support médical et radio. La Task Force Bradley est chargée de défendre P'ohang-dong contre le 766e régiment indépendant qui a infiltré la ville. Il s'ensuit une série de combats à travers une large région autour de P'ohang-dong et d'An'gang-ni, où les forces terrestres sud-coréennes, aidées par les forces aériennes américaines engagent les Nord-coréens partout dans le voisinage. La 12e division nord-coréenne qui opère dans la vallée à l'ouest de P'ohang-dong, réussit à repousser la Task Force P'ohang et la division Capitale. Dans le même temps, le 766e régiment d'infanterie et des éléments de la 5e division nord-coréenne combattent la Task Force Bradley au sud de P'ohang-dong. L'artillerie navale américaine repousse les troupes nord-coréennes hors de la ville, mais les combats se durcissent à l'approche des collines environnantes, transformant la zone en no man's land.

#### Combat pour P'ohang-dong

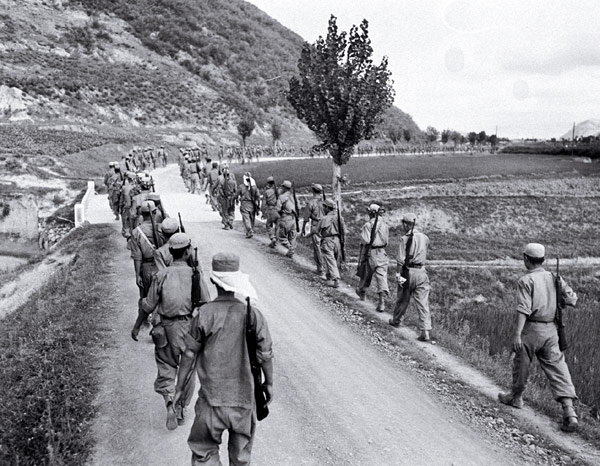
Fantassins de l'armée de terre sud-coréenne dans le périmètre de Busan en route vers le front près de P'ohang-dong.

Le 13 août, les troupes nord-coréennes opèrent à l'ouest des montagnes et sud-ouest de l'aérodrome de Yongil. Les commandants de l'US Air Force, qui se méfient d'une attaque de l'ennemi, font évacuer les 45 P-51 des 39e (en) et 40e escadron de chasse (en) américains contre la volonté du général MacArthur. La piste d'atterrissage est cependant demeurée sous la protection des forces terrestres de l'ONU et n'est jamais tombée sous le feu direct de l'ennemi. Les escadrons ont été déplacés à Tsuiki (en) sur l'Île de Kyūshū, au Japon. Dans l'intervalle, la 3e division sud-coréenne doit évacuer ses positions après avoir été encerclée par la 5e division nord-coréenne. La division manœuvre vers le Sud, à proximité du village de Changsha-dong, où les stratèges de l'US Navy préparent l'évacuation de la division par LST et DUKW. L'évacuation est effectuée dans la nuit du 16 août sous le couvert de l'artillerie navale. Près de 9 000 soldats de la 3e division, 1 200 hommes de la police nationale et plus de 1 000 civils évacuent sous la protection des navires du contre-amiral Charles C. Hartman. La division navigue sur 32 km et débarque au sud de la baie de Yongil afin de rejoindre les autres forces de l'ONU et de mener une attaque coordonnée contre les Nord-coréens,.
Le 14 août, l'essentiel des forces des 5e et 12e divisions nord-coréennes, ainsi que le 766e régiment indépendant, se concentrent entièrement à la prise de P'ohang-dong. Cependant, ils sont incapables de tenir face à la supériorité aérienne des États-Unis et le bombardement naval sur la ville. De plus, la chaîne d'approvisionnement nord-coréenne est complètement en panne, et les Nord-coréens manquent de nourriture, de munitions et d'un grand nombre d'autres fournitures. Le 15 août, les forces de l'ONU commencent leur contre-offensive finale contre les forces nord-coréennes alors au point mort. D'intenses combats autour P'ohang-dong suivent pendant plusieurs jours et chaque camp subit un grand nombre de pertes. Le 17 août, les forces des Nations unies sont en mesure de repousser les troupes nord-coréennes en dehors des zones de Gyeongju et d'An'gang-ni, en mettant la route d'approvisionnement vers Daegu hors de danger immédiat. Le 766e régiment indépendant, réduit à 1 500 hommes, est contraint de se retirer au nord pour ne pas être encerclé. La 12e division nord-coréenne, également réduite à 1 500 soldats, évacue P'ohang-dong après avoir été subi de lourdes pertes. Les deux unités fusionnent par la suite pour former en additionnant aussi de nouvelles recrues, la 12e division forte de 5 000 hommes. Le 19 août les forces nord-coréennes se sont complètement retirées de la zone.

### Daegu

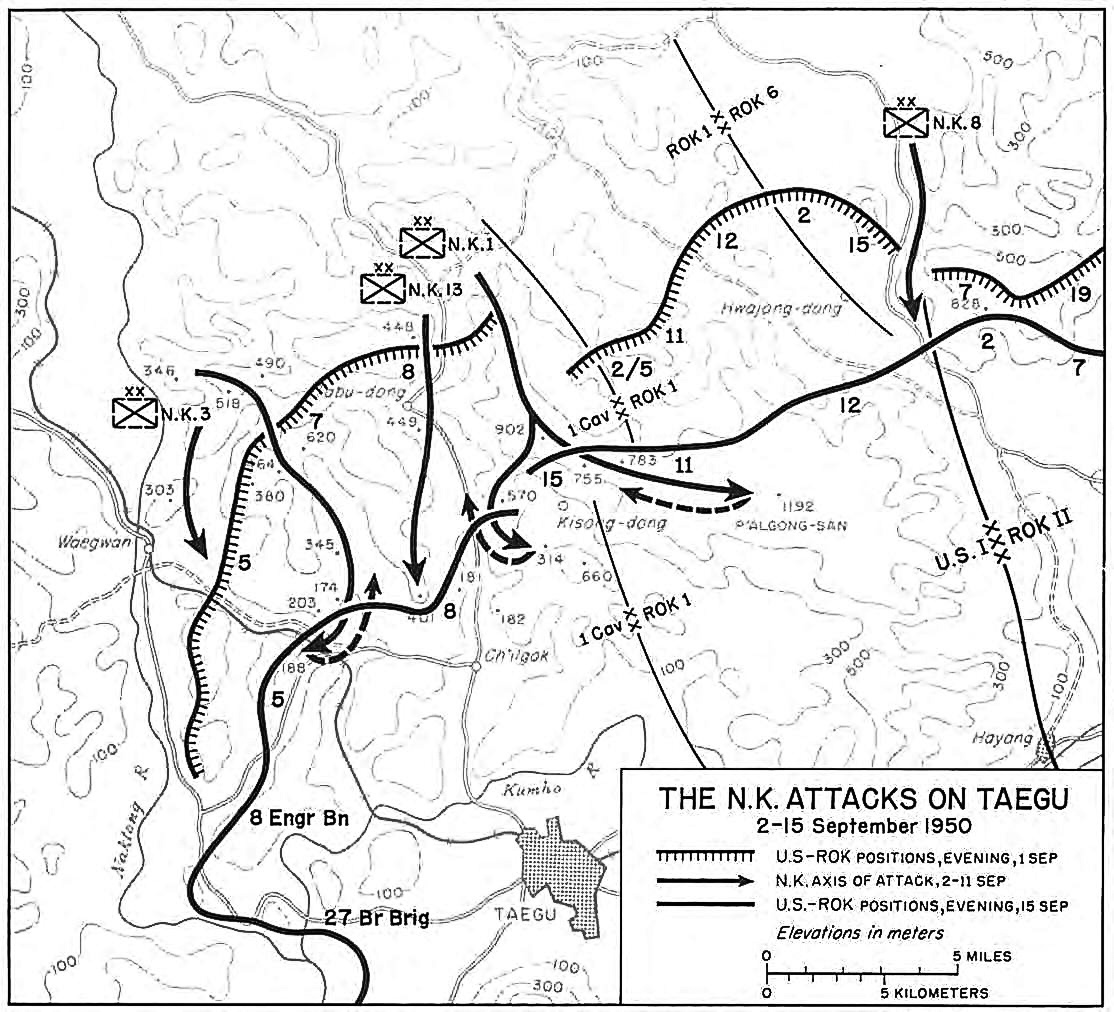
Carte de l'attaque nord-coréenne sur Daegu, septembre 1950.

Peu de temps avant le début de la bataille périmètre de Busan, Walker établit à Daegu le quartier général de la 8e armée. À l'intérieur du périmètre de Busan, Daegu se tient à l'entrée de la vallée du fleuve Nakdong, une zone où les forces nord-coréennes pourraient progresser en grand nombre. Les barrières naturelles fournies par le Nakdong au sud et un terrain montagneux au nord convergent autour de Daegu, qui est aussi la principale plaque tournante du transport et la dernière ville sud-coréenne majeure en dehors de Busan elle-même à demeurer dans les mains de l'ONU. Du sud au nord, la ville est défendue par la 1re division de cavalerie américaine, et les 1re et 6e divisions du 2e corps d'armée sud-coréen. La 1re division de cavalerie est positionnée le long du fleuve Nakdong au sud, avec ses 5e et 8e régiments de cavalerie tenant 24 kilomètres de front le long de la rivière et le 7e régiments en réserve avec les forces d'artillerie, prêts à renforcer partout où un passage pourrait être tentée par les Nord-coréens.

#### La poussée sur Daegu
Cinq divisions nord-coréennes se concentrent afin de lancer une offensive contre les forces de l'ONU à Daegu ; du sud au nord, les 10e, 3e, 15e, 13e et 1re divisions occupent une ligne qui court de Tuksong-dong à Waegwan et Kunwi. Les Nord-Coréens prévoient d'utiliser le corridor naturel de la vallée du Nakdong de Sangju à Daegu comme axe principal d'attaque pour leur prochaine poussée vers le sud. Les éléments de la 105e division blindée soutiennent également l'attaque,.
Dans la nuit du 4 au 5 août, la 13e division nord coréenne commence à traverser le Nakdong à Naktong-ni, à 64 km au nord-ouest de Daegu. La traversée n'est découverte que le 5 août par les forces sud-coréennes qui lancent des tirs d'artillerie et de mortier pour tenter de contrer la traversée. Les soldats nord-coréens pataugent à travers le fleuve transportant des armes et de l'équipement sur leurs têtes. Trois régiments de la division traversent à pied et en radeau au cours de trois nuits ; l'ensemble de la division ayant traversé au 7 août, à quelques miles des défenses préparées par la 1re division de la République de Corée. Les troupes sud-coréennes attaquent la 13e division immédiatement après que cette dernière ait achevé sa traversée, forçant les troupes nord-coréennes à se disperser dans les montagnes. La division se reforme finalement à l'Est et lance une attaque de nuit concertée, brise les défenses sud-coréennes, et commence une avancée qui porte à 32 km au sud-est de Naktong-ni sur la route principale de Daegu. En une semaine, les 1er et 13e divisions nord-coréennes convergent sur la zone de Tabu-dong, à environ 24 km au nord de Daegu.
De son côté, la 15e division nord-coréenne reçoit 1 500 hommes en renfort au Kumch'on le 5 août, ce qui porte sa force à environ 6 500 hommes. Le lendemain, son 45e régiment marche au nord-est vers le fleuve Nakdong. Le régiment traverse Seonsan (en) le 7 août et la rivière au sud-est de cette ville, pour se prévenir des attaques de l'aviation onusienne. Après avoir traversé le fleuve, le régiment se dirige vers les montagnes, ne rencontrant initialement aucune opposition de l'ONU. Les deux autres régiments, le 48e et le 50e, partent de Kumch'on plus tard et commencent à traverser la Nakdong entre Indong et Waegwan avant l'aube du 8 août, après la construction de pont pour leurs véhicules. Les Nord-Coréens soutiennent les opérations de traversée avec la puissance de feu de leurs chars situés sur la rive ouest du fleuve. Les chars traversent à leur tour pendant la journée. La 15e division saisit les collines 201 et 346 sur la rive Est du fleuve sur leur point de passage, avant d'avancer vers l'Est dans les montagnes en direction de Tabu-dong, à 11 km. Le lendemain, la 1re division sud-coréenne reprend les hauteurs sur les sites de passage, forçant les forces nord-coréennes à avancer plus à l'Est dans les montagnes. Entre le 12 et le 16 août, les trois régiments de la 15e division se réassemblent sur la rive Est du Nakdong dans les environs de Yuhak-san, à 8 km à l'est du site de franchissement et à 4,8 km au nord-ouest de Tabu-dong. La 15e division est cependant rapidement bloquée dans un combat sur Yuhak-san avec la 1re division de la République de Corée,.

#### Triangulation Hill

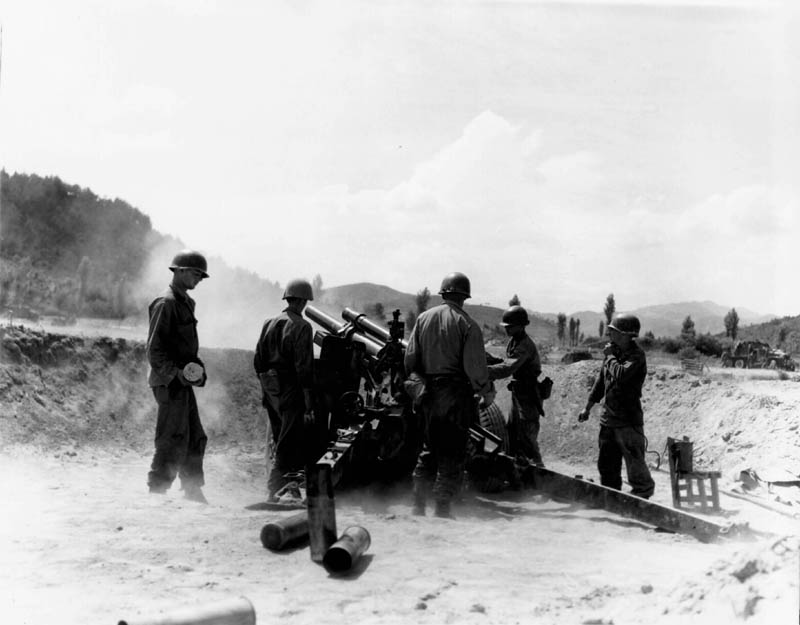
L'artillerie américaine près de Waegwan tire sur les troupes Nord-coréennes qui traversent le fleuve Nakdong.

Au Sud de Waegwan, deux autres divisions nord-coréennes se tiennent prêtes à traverser le Nakdong dans une attaque coordonnée avec les divisions situées au nord. L'expérimentée 3e division nord-coréenne se masse dans le voisinage de Songju, tandis que la 10e division est concentrée dans la zone de Koryong. Ces deux divisions traversent sur la ligne de la 1re division de cavalerie américaine. Le 7e régiment de la 3e division commence à traverser le Nakdong à environ 03h00 le 9 août près de Noch'on, à 3 km au sud du pont de Waegwan. Lorsqu'il découvre la tentative de traversée, les éléments du 5e régiment de cavalerie ouvrent le feu contre les Nord-Coréens avec le soutien de l'artillerie. Bien que le régiment nord-coréen ait subi quelques pertes, la majeure partie de celui-ci atteint la rive Est et s'infiltre en toute sécurité dans les collines. Trente minutes plus tard, les 8e et 9e régiments nord-coréens commencent à traverser la rivière plus au sud. Maintenant pleinement alerté, le 5e régiment de cavalerie et tous ses mortiers avec le soutien de l'artillerie, déciment les deux régiments et les refoulent sur la rive Ouest. Seul un petit nombre de Nord-Coréens réussit à atteindre la rive Est avant d'être capturé ou de se cacher pour retraverser la rivière la nuit suivante.
À l'aube du 9 août, le commandant de la 1re division de cavalerie, le major-général Hobart R. Gay en poste à Daegu, apprend la traversée de l'ennemi dans le secteur de sa division au sud de Waegwan. Comme les premiers rapports sont vagues, il décide d'attendre jusqu'à ce qu'il en apprenne plus sur la situation. Il découvre rapidement que près de 750 soldats d'infanterie nord-coréens se rassemblent sur la colline 268 (également connue comme Triangulation Hill), qui se situe à 4,8 km au sud-est de Waegwan et à 16 km au nord-ouest de Daegu. Gay ordonne à sa division de contre-attaquer la concentration ennemie pour les forcer à travers la rivière. Gay et Walker croient que l'attaque nord-coréenne pourrait être une feinte et qu'une plus grande attaque pourrait venir du Nord. En outre, la colline est importante par sa proximité avec les lignes de communication. La principale route coréenne nord-sud et le principal chemin de fer à double voie Séoul-Busan longent le pied de la colline.
À 12h00, l'artillerie américaine commence un tir de barrage préparatoire sur la colline 268, alors que le 1er bataillon lance son attaque, avec l'ordre de continuer sur le sud-ouest de la colline 154. La colline 268 est recouverte de broussailles épaisses hautes de 1,2 m et d'arbres de 2 à 3 m de hauteur. Les Nord-Coréens repoussent l'attaque. Le lendemain matin, le 10 août, les frappes aériennes et le barrage d'artillerie secouent la colline 268 et dévastent le bataillon nord-coréen. Pris au piège entre les bombes aériennes et les obus d'artillerie, ils commencent à quitter leurs positions. Une attaque d'infanterie américaine atteint sans peine le sommet de la colline et la bataille se termine à 16h00. L'artillerie américaine et les tirs de mortier se déplacent alors vers l'Ouest afin de couper la retraite nord-coréenne. Les obus au phosphore blanc tirés par le 61e bataillon d'artillerie permettent de fixer les Nord-coréens dans un village alors qu'ils tentent de battre en retraite. Ils sont mis en déroute par l'infanterie américaine, accusant plus de 200 tués. Ce soir-là, le 1er bataillon du 7e régiment de cavalerie, retourne en réserve de la division, et des éléments du 5e régiment de cavalerie finissent de sécuriser la colline 268. On estime que 300 survivants se sont retirés à travers le fleuve dans la nuit du 10 au 11 août. La tentative de la 3e division nord-coréenne pour traverser le Nakdong au sud de Waegwan prend fin de manière catastrophique. Lorsque les survivants du 7e régiment rejoignent enfin la division vers le 12 août, la 3e division décompte seulement quelque 2 500 hommes. L'armée nord-coréenne place la division en réserve afin de la reconstruire,.

#### Yongp'o
Le plan nord-coréen pour l'attaque contre Daegu depuis l'Ouest et le Sud-ouest exige que la 10e division nord-coréenne attaque de manière coordonnée avec la 3e division. La 10e division doit traverser le Nakdong dans les environs de Tuksong-dong, et pénétrer à l'Est, afin de couper la principale route d'approvisionnement des forces de l'ONU entre Busan et Daegu. La division se rassemble dans la zone Koryong le 11 août. Plus au nord, le 25e régiment nord coréen, une composante de la 10e division, commence à traverser le Nakdong à environ 03h00 le 12 août, dans les environs de Tuksong-dong, sur la route Koryong-Daegu. Le 2e bataillon du 7e régiment de cavalerie est chargé de couvrir ce site situé à 23 km au sud-ouest de Daegu. À la lumière du jour, une force nord-coréenne de 300 à 400 soldats pénètre à Wich'on-dong et la compagnie H du 2e bataillon américaine s'engage dans un combat rapproché. Dans une attaque à la grenade et aux armes automatiques, les Nord-coréens envahissent les positions avancées de la compagnie, le poste d'observation et de mortier, et les positions de mitrailleuses lourdes. Les Nord-coréens tentent de contrôler les hauteurs à l'est de Yongp'o afin d'assurer la protection de la traversée principale qui doit suivre. Cependant, à 9h00, le 2e bataillon, soutenus par le 77e bataillon d'artillerie et des frappes aériennes, éconduisent et dispersent les troupes nord-coréennes de Yongp'o.
En trois jours, du 10 au 12 août, en raison du manque de pluie, le niveau du fleuve Nakdong chute de près d'un mètre pour atteindre le niveau des épaules à de nombreux endroits rendant les tentatives de traverser beaucoup plus facile,. Tôt le matin le 14 août, les Nord-coréens tentent alors une traversée du Nakdong en force dans le voisinage du pont soufflé entre Tuksong-dong et Yongp'o. L'artillerie nord-coréenne et les tirs de char depuis la rive ouest du fleuve soutiennent la traversée de l'infanterie. Un grand nombre de renforts nord-coréens traverse dans des barges à proximité du pont, sous le feu des frappes aériennes américaines et de l'artillerie. L'attaque est bloquée à Samuni-dong, à 2,4 km au-delà du pont détruit. Là, le feu combiné des armes, des mortiers et de l'artillerie les repoussent vers le fleuve. À 12h00, de larges groupes de Nord-Coréens essayent de repasser le fleuve du côté ouest sous le feu de l'artillerie américaine, provoquant un grand nombre de victimes. À la nuit tombée, le 7e régiment de cavalerie a éliminé la tête de pont nord-coréenne de Yongp'o. Le 7e régiment estime que sur les 1 700 soldats nord-coréens qui ont réussi à traverser le fleuve, 1500 ont été tués. Lors de sa première mission de combat, la traversée du Nakdong, la 10e division nord-coréenne souffre de 2 500 victimes,.

#### Tapis de bombes
Dans les montagnes au nord-est de Waegwan et de la colline 303, la 1re division de la République de Corée continue de subir les attaques nord-coréennes à la mi-août. La pression nord-coréenne contre la division sud-coréenne est quasiment continue. Sous le commandement du général de brigade Paik Sun-yup, cette division s'est battue dans un combat extrêmement sanglant pour la défense des montagnes proches de Daegu. Les planificateurs américains s'attendent à ce que la principale attaque nord-coréenne vienne de l'Ouest, et ils massent leurs forces à l'ouest de Daegu. En effet, ils croient à tort que 40 000 soldats nord-coréens s'amassent près de Daegu. Cette estimation est en fait bien supérieure au nombre réel de soldats présent dans la zone, la Corée du Nord, ne disposant que de 70 000 hommes sur l'ensemble du périmètre.

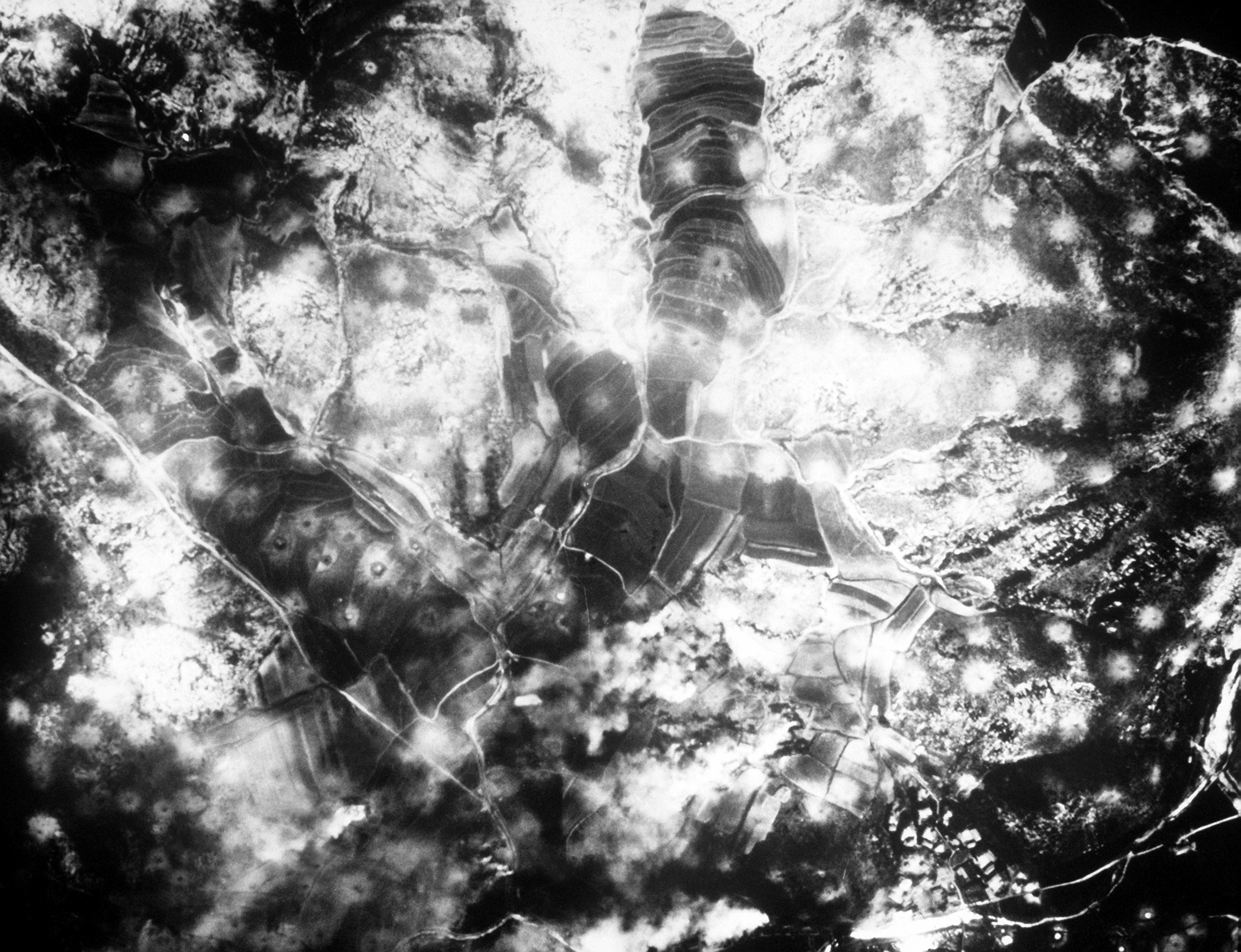
Les bombardiers de l'US Air Force effectuent un tapis de bombes près de Waegwan.

Le 14 août, le général MacArthur ordonne au lieutenant-général George E. Stratemeyer de procéder à un tapis de bombes sur une zone rectangulaire de 70 km2 sur la rive ouest du Nakdong en face de la 1re division sud-coréenne. Les services de renseignements estiment que la plus grande concentration de troupes ennemies se trouve dans cette zone, soit environ quatre divisions ennemies et plusieurs régiments blindés qui préparent leur attaque sur Daegu. Stratemeyer ne pense pas que ses avions aient des chances de réussir à bombarder une surface supérieure à 4,8 km2, mais il se conforme aux ordres de MacArthur. À 11 h 58, le 16 août, les bombardiers lancent à 3 000 m d'altitude environ 960 tonnes de bombes de 500 et 1 000 livres sur la zone,. L'attaque exige la mobilisation de l'ensemble de la composante de bombardement de la FEAF qui largue en tout 3084 bombes de 500 £ (230 kg) et 150 bombes de 1 000 £ (450 kg). Cette opération est la plus grande opération de forces aériennes depuis la bataille de Normandie lors de la Seconde Guerre mondiale.
Le lendemain, le général Walker rapporte à MacArthur que les dommages causés aux nord-coréens par le bombardement ne peuvent être évalué en raison de la fumée et de la poussière, et que les forces terrestres ne peuvent atteindre la zone en raison des tirs ennemis. Les informations obtenues plus tard de prisonniers nord-coréens révèlent que les divisions ennemies que les Américains pensaient être encore à l'Ouest du Nakdong, avaient en fait déjà traversé du côté Est et n'étaient plus dans la zone bombardée. Aucune preuve ne permet d'affirmer que le bombardement ait tué une seule soldat nord-coréen. Cependant, le bombardement semble avoir détruit un nombre important de batteries d'artillerie nord-coréennes. Les commandants terrestres et aériens de l'ONU se sont ensuite opposés à de futurs bombardements massifs contre les troupes ennemies, sans informations précises sur les concentrations de troupes et que la situation soit critique. Au lieu de cela, ils recommandent l'utilisation des chasseurs-bombardiers et des bombardiers en piqué pour soutenir les forces terrestres. Ils ont par la suite annulé un second bombardement d'une zone à l'est du Nakdong, prévue pour le 19 août,.

## Septembre: la grande offensive du Nakdong

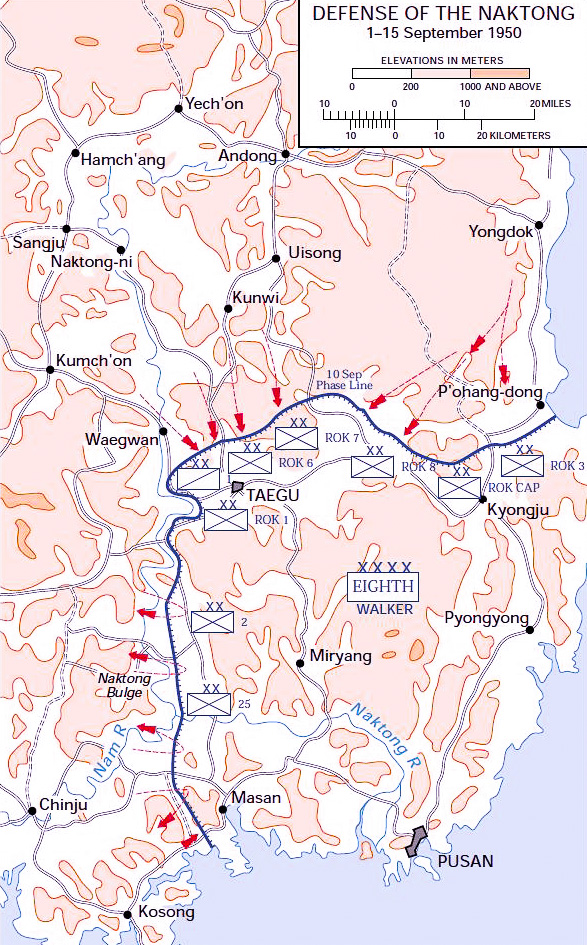
Carte de la ligne défensive du Nakdong, septembre 1950.

### Planification
L'armée nord-coréenne a été poussée au-delà de ses limites et nombre de ses unités ont été réduites limitant l'efficacité de ses forces à la fin d'août,. Les problèmes logistiques ont entravé les Nord-Coréens, qui ont été dévastés par des pénuries de nourriture, d'armes, d'équipements et dans le renouvellement de leurs troupes,. À la fin août, le commandement de l'ONU dispose de plus de soldats de combat en Corée que les Nord-coréens, et la supériorité de l'ONU dans les airs et sur la mer creuse un fossé chaque jour plus grand. Les Nord-coréens ont perdu plusieurs centaines de tanks et disposent de moins de 100 tanks au 1er septembre, comparativement aux 600 chars des Américains. À la fin d'août le seul avantage restant aux Nord-coréens est l'initiative, les troupes nord-coréennes ayant conservé un haut moral et assez de provisions pour une offensive à grande échelle.
Lors de la planification de l'offensive, les commandants nord-coréens se rendent compte que toute tentative d'attaque par les flancs des forces de l'ONU est impossible de par l'appui de la marine américaine. Ils choisissent alors de frapper frontalement le périmètre afin de le réduire. Avertis par le renseignement soviétique, les Nord-Coréens sont conscients que les forces de l'ONU se renforcent le long du périmètre de Busan et qu'ils doivent mener une offensive rapidement, ou renoncer à la bataille. L'objectif secondaire est d'encercler Daegu et de détruire les unités américaines et sud-coréennes présentes dans la ville. À cette fin, les unités nord-coréennes prévoient d'abord de couper les lignes d'approvisionnement vers Daegu.
Le 22 août, le leader nord-coréen Kim Il-sung ordonne que la guerre soit terminée au 1er septembre, mais l'ampleur de l'offensive ne le permet pas. Les groupes 1 et 2 doivent commencer leur attaque à 23:30 le 31 août, et les groupes 3, 4 et 5 le 2 septembre à 18h00. Les attaques doivent être étroitement connectées pour submerger les troupes de l'ONU sur chaque point simultanément, empêchant l'ONU de déplacer ses renforts sur chacune des zones de l'attaque,. Les Nord-Coréens prévoient principalement des attaques de nuit pour contrecarrer la supériorité aérienne et la puissance de feu naval des Américains. Les généraux nord-coréens pensent que ces attaques nocturnes devraient empêcher les forces de l'ONU de tirer de manière efficace et couterait un grand nombre de victimes à l'ONU par tirs amis.
La grande offensive prend les stratèges et les troupes de l'ONU par surprise. Le 26 août, les troupes de l'ONU pensent qu'elles ont déjà détruit la plupart des troupes qui menacent le périmètre, et prévoient la fin de la guerre pour fin novembre. Les unités sud-coréennes, dans l'intervalle, souffrent d'un faible moral à la suite de leurs échecs à se défendre efficacement jusqu'ici dans le conflit. Par prudence, le lieutenant-général Walker ordonne au major-général John B. Coulter de consolider 1er corps d'armée sud-coréen dans la zone de P'ohang, qui tombait en morceaux avec le moral bas. Les troupes de l'ONU se préparent pour l'opération Chromite, un assaut amphibie sur le port d'Incheon le 15 septembre et n'anticipent pas une offensive sérieuse des Nord-Coréens avant ce dernier.

### Forces en présence
Les planificateurs nord-coréens agrandissent leur force en prévision de la nouvelle offensive. L'armée, constituée à l'origine de 10 divisions en deux corps, est élargie à 14 divisions avec plusieurs brigades indépendantes. Les nouvelles troupes sont amenées depuis les forces de réserve située en Corée du Nord. Le maréchal Choi Yong-kun sert comme commandant en second de l'armée nord-coréenne, avec le général Kim Chaek commandant le quartier général sur le front. Ils disposent du 2e corps d'armée situé à l'Est et commandé par le lieutenant général Kim Mu Chong, et du 1er corps d'armée situé à l'Ouest et commandé par le lieutenant général Kim Ung. Le 1er corps contrôle les 10e, 2e, 4e, 9e, 7e et 6e divisions ainsi que la 105e division blindée, avec la 16e brigade blindée et la 104e brigade de sécurité en soutien. Le 2e corps commande les 3e, 13e, 1re, 8e, 15e, 12e, et 5e divisions avec la 17e brigade blindée en soutien. Cette force compte environ 97 850 hommes, même si un tiers se compose de nouvelles recrues forcées et des conscrits sud-coréens, et manque d'armes et d'équipements,. Le 31 août, ils sont confrontés à une force de 120 000 troupes de combat, plus de 60 000 troupes de soutien des Nations unies.
Le 20 août, le commandement nord-coréen distribue les ordres opérationnels à leurs unités subordonnées. Ces ordres appellent à une attaque simultanée contre les lignes de l'ONU sur cinq zones différentes afin de submerger les défenseurs de l'ONU et de permettre aux Nord-Coréens de percer les lignes et de repousser les forces de l'ONU sur au moins une des zones. Cinq groupes de combat sont constitués comme suit :
1. Les 6e et 7e divisions doivent percer la 25e division d'infanterie américaine à Masan.
2. Les 9e, 4e, 2e, et 10e divisions doivent percer la 2e division d'infanterie américaine au Nakdong Bulge à Miryang and Yongsan.
3. Les 3e, 13e, et 1re divisions doivent percer la 1re division de cavalerie américaine et le 1re division d'infanterie sud-coréenne à Daegu.
4. Les 8e et 15e divisions doivent percer les 8e et 6e division d'infanterie sud-coréennes à Hayang et Yongch'on[185].
5. Les 12e et 5e divisions doivent percer la ROK Capital Division et la 3e division d'infanterie sud-coréenne à P'ohang-dong et Gyeongju[185].

### L'offensive

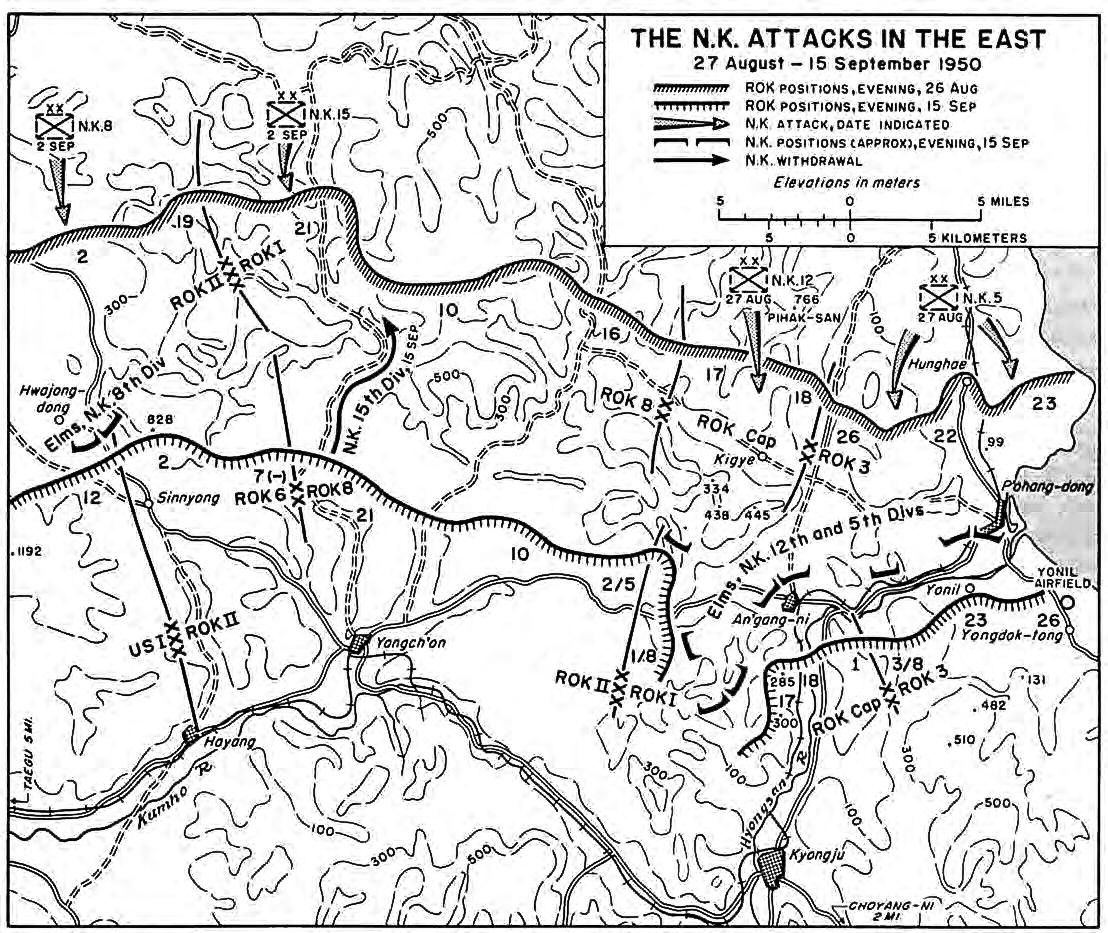
La poussée nord-Coréennes sur le corridor de Gyeongju, 27 août - 15 septembre 1950.

#### P'ohang-dong et Gyeongju
La grande offensive nord-coréenne frappe d'abord le flanc droit de l'ONU sur la côte Est de la Corée. Bien que l'attaque générale du 2e corps dans le Nord et l'Est soit initialement prévue pour le 2 septembre, la 12e division nord-coréenne, maintenant forte de 5 000 hommes, commence à manœuvrer plus tôt que prévu. La division ne dispose que d'un faible approvisionnement alimentaire, en munitions et en armes, et le moral des hommes est faible,. Face à la 12e division nord-coréenne, la Corée du Sud oppose la division Capitale. À 04h00, le 27 août l'attaque nord-coréenne déborde le 17e régiment de la division Capitale, qui doit battre en retraite abandonnant Kigye aux Nord-coréens. Le 18e régiment à l'Est doit à son tour reculer en raison de l'exposition de son flanc. L'ensemble de la division recule de près de 5 km,. Walton Walker ordonne alors à Coulter d'aller observer les troupes sud-coréennes dans cette zone,. Coulter atterri à 12h à Gyeongju et dans l'intervalle, Walker le nomme officiellement commandant en second de la 8e armée et le place à la tête de la Task Force Jackson composée du 1er corps sud-coréen qui contrôle la division Capitale et la 3e division sud-coréennes, du 21e régiment d'infanterie, du 3e bataillon, 9e régiment, et du 73e bataillon de char moyen américain. Coulter a pour mission d'arrêter la pénétration nord-coréenne dans la zone Kigye. Il veut attaquer dès que possible et envoie immédiatement le 3e bataillon au nord d'An'gang-ni se positionner derrière la division Capitale. Le plan de Coulter prévoit initialement de lancer la contre-offensive le 28 août, mais il doit la reporter, car le major-général Kim Hong-Il, commandant du 1er corps, affirme qu'il ne peut pas attaquer, en raison du trop grand nombre de victimes et de l'épuisement de ses troupes.

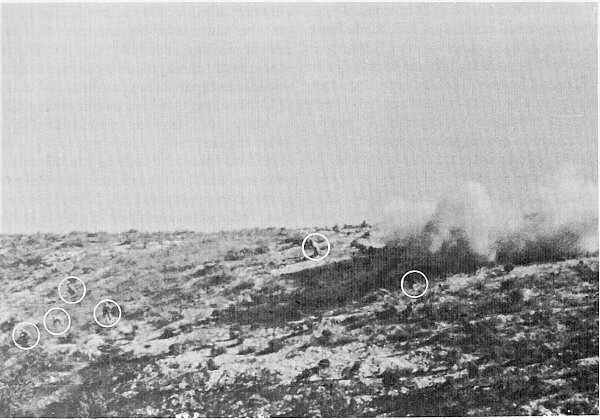
Soldats américains du d'infanterie subissant une attaque au mortier sur la colline 99, 2 septembre 1950.

Dans le même temps, la 5e division nord-coréenne pénètre les positions de la 3e division sud-coréenne au sud-ouest de P'ohang-dong. Coulter envoie le 21e d'infanterie repousser la pénétration le 29 août, qui contre-attaque avec succès au nord-ouest depuis la pointe sud de P'ohang-dong sur une distance de 2,4 km. Le 21e régiment prend ensuite le relais de la 3e division sud-coréenne dans un secteur s'étendant du Nord au nord-ouest de P'ohang-dong. Également le 29 août, la division Capital, avec le soutien de l'artillerie et des chars américains, reprend Kigye, pour la perdre à nouveau le lendemain, alors que les frappes aériennes américaines s'accélèrent dans la zone. La 5e division nord-cornéenne entretient la pression au nord de P'ohang-dong, sur la colline 99 en face du 23e régiment sud-coréen. Et malgré le soutien aérien, naval et de l'artillerie américaine, la 3e division sud-coréenne et le 21e d'infanterie américain ne sont pas en mesure de capturer la colline. Le 2 septembre à 01h30, la 12e division nord-coréenne, frappe la division Capitale sur les hautes collines au sud de la vallée de Kigye, repoussant les 18e et 17e régiments. Le 2 septembre, au crépuscule, les Nord-coréens ont pénétré la ligne de front entre la division capitale et la 3e division à 4,8 km à l'est de Kigye. À l'aube du 3 septembre, la percée nord-coréenne atteint la route vitale est-ouest du corridor à 4,8 km à l'est d'An'gang-ni. Au cours de la nuit, la 12e division avance encore de 8 km alors que la division Capitale s'effondre. Cela force Coulter à retirer le 21e régiment de la ligne nord-ouest de P'ohang-dong pour le redéployer dans les environs de Gyeongju. Dans le même temps, Walker envoie la 7e division sud-coréenne vers la percée nord-coréenne. Son 5e régiment sécurise Yongch'on dans l'après-midi, et le 3e régiment prend position à Gyeongju dans la soirée.
Dans la nuit du 3 au 4 septembre, le reste du 1er corps s'effondre. Les Nord-Coréens prennent An'gang-ni à 02h20 et commencent à s'avancer vers le sud. À 12h00, le 4 septembre, les Nord-coréennes sont à moins de 4,8 km de Gyeongju. Coulter repositionne le 21e régiment américain dans la vallée et les collines au nord-ouest de Gyeongju afin de bloquer toute approche. Dans la nuit du 5 au 6 septembre, la 3e division sud-coréennes doit se retirer de P'ohang–dong qui tombe aux mains nord-coréennes,. En raison de cette poussée à l'Est, Walker ordonne à la 24e division du major-général John H. Church de marcher vers Gyeongju qu'elle atteint le 6 septembre,. Le 7 septembre, Coulter ordonne au 21e régiment de lancer une contre-attaque sur la vallée et les collines environnantes au nord-ouest de Gyeongju. Il ne rencontre pratiquement aucune opposition. Ce même jour, la 8e armée renomme la Task Force Jackson en Task force Church, et Coulter quitte Gyeongju pour Daegu afin de reprendre ses fonctions de planification, laissant Church seul aux commandes du front Est. Dans cette deuxième semaine de septembre, des éléments de la 5e division nord-coréenne s'infiltrent sur les collines à l'Ouest et au Sud de P'ohang–dong et à 7,2 km au sud-ouest de l'aérodrome de Yonil (en). Dans la soirée du 9 septembre, Church forme la Task Force Davidson sous les ordres du brigadier général Garrison H. Davidson, composée essentiellement du 19e régiment, pour éliminer la menace contre Yonil,,. Les 11 et 12 septembre, la Task Force reprend les positions au sud-ouest de Yonil. Dans le même temps, la bataille pour la colline 300 débutée une semaine auparavant au nord de Gyeongju touche à sa fin ; la 3e division sud-coréenne reprend la colline le 11 septembre. Le 12 septembre, l'offensive nord-coréenne dans l'Est est terminée et la Task Force Davidson retourne à Gyeongju le 13 septembre.

#### Yongch'on

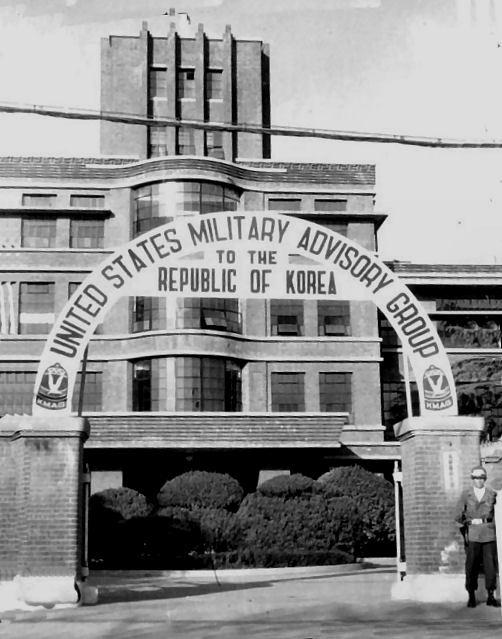
Le quartier général du KMAG à Daegu en 1950.

Dans les hautes montagnes entre Daegu à l'Ouest et le corridor de Gyeongju à l'Est, les 8e et 15e divisions nord-coréennes préparent également une attaque contre Hayang et de Yongch'on pour le 1er septembre afin de couper la route d'approvisionnement entre Daegu et P'ohang-dong. Cette attaque doit se coordonner avec l'offensive nord-coréenne menée dans la zone Kigye-P'ohang. L'objectif de la 8e division est Hayang ; l'objectif de la 15e est Yongch'on, que la division a reçu l'ordre de prendre à tout prix. Face aux 8e et 15 divisions nord-coréennes se positionnent respectivement les 6e et 8e divisions sud-coréennes.
En dix jours de combats, la 8e division nord-coréenne ne gagne que quelques kilomètres, et au 12 septembre n'a toujours pas pu prendre Hwayang-dong (en) située à 23 km au nord-ouest de Yongch'on. Au 8 septembre, certains des bataillons nord-coréens ne rassemblent déjà plus qu'une vingtaine d'hommes. La 6e division sud-coréenne défait de manière décisive la 8e division nord-coréenne qui est pratiquement détruite,. Sur la route vers l'Est au-dessus de Yongch'on, la 15e division lance son attaque contre la 8e division sud-coréenne le 2 septembre. Bien qu'en sous-effectif, avec seulement 3 600 hommes, elle réussit à pénétrer dans le corridor latéral à Yongch'on. Le 6 septembre, des éléments de la division nord-coréenne parviennent jusqu'à Yongch'on et manœuvrent vers les collines au sud et au sud-est de celle-ci donnant sur la route entre Daegu et P'ohang-dong. Le 7 septembre, au cours de la journée, le 5e régiment de la 7e division sud-coréenne attaque depuis l'Est, nettoyant Yongch'on avant de prendre une position défensive au nord de la ville. Le 8 septembre, la 15e division reprend durant quelques heures Yongch'on, mais dans l'après-midi, le 11e régiment de la 1re division sud-coréenne arrive depuis le front de Daegu et reprend définitivement Yongch'on aux Nord-coréens. Cependant, ces derniers tiennent encore la gare ferroviaire au sud-est alors que d'autres unités manœuvrent au Sud-Est sur la route de Gyeongju.
Lors de ce moment critique, la 15e division qui a percé à travers la 8e division sud-coréenne à Yongch'on, tente de manœuvrer à l'est et au sud afin de prendre la Task Force Jackson à revers ou sur son flanc gauche. Walker ordonne alors aux 5e et 11e régiments ROK de renforcer la 8e division depuis deux secteurs très éloignés du front afin de contrer la 15e division avant qu'elle puisse exploiter sa percée. Les Sud-Coréens lancent une très violente attaque les 9 et 10 septembre. Ils encerclent et détruisent pratiquement la 15e division au sud-est de Yongch'on sur les collines qui bordent la route Kyongju. Le rôle joué par les officiers du KMAG dans le regroupement de la 8e division sud-coréenne et la réorganisation de ses unités est un facteur important de cette victoire. Le 10 septembre, la 8e division nettoie les dernières positions nord-coréennes sur la route Yongch'on-Gyeongju. Avançant au nord de Yongch'on derrière les survivants de la 15e division en retraite, la 8e division et le 5e régiment de la 7e division ne rencontrent presque aucune résistance. Le 12 septembre, les éléments des deux unités sont à 13 km au nord de la ville. Les forces sud-coréennes avancent alors à l'est de Yongch'on et au nord de Kyongju pour fermer la brèche dans leurs lignes.

#### Daegu

##### Tabu-dong
Pendant que quatre divisions du 2e corps attaquent dans les zones de P'ohang-dong, Gyeongju, et Yongch'on, les trois autres divisions du 2e corps, les 3e, 13e et 1re, mènent une attaque convergente sur Daegu. La 3e division attaque dans la zone de Waegwan au nord-ouest de Daegu. La 13e division descend depuis les montagnes au nord de Daegu, le long et à l'ouest de la route Sangju-Daegu, et la 1re division, le long des hautes montagnes juste à l'est de la route. Défendant Daegu, le major-général Hobart R. Gay, commandant de la 1re division de cavalerie alerte toutes les unités de première ligne afin qu'elle se prépare à l'attaque,,. Walton Walker ordonne à la 1re division de cavalerie d'attaquer au nord le 1er septembre afin de détourner une partie des forces nord-coréennes des 2e et 25e divisions américaines situées plus au Sud. Gay charge alors le 7e régiment de cavalerie d'attaquer la colline 518 (Suam-san) au nord de la route latérale Waegwan-Tabu-dong à 8 km au nord-est de Waegwan et à 3,2 km à l'est du Nakdong. Le 3e bataillon, du 8e régiment de cavalerie est chargé lui de mener des attaques de diversion sur le flanc droit du 7e de cavalerie. Le 1er bataillon du régiment est situé sur la colline à l'ouest de la Bowling Alley et au nord de Tabu-dong ; le 2e bataillon est à cheval sur la route,,.

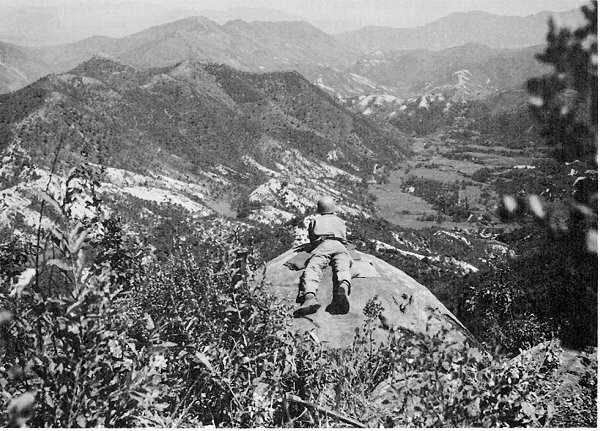
Un soldat américain de la 1re division de cavalerie observe les Nord-coréens sur la colline 518 au Nord de Waegwan.

Dans la matinée du 2 septembre, l'US Air Force se livre à une frappe de 37 minutes contre les collines 518 et 346 et à 10h00, le 1er bataillon du 7e régiment passe à l'attaque. Les lourdes frappes aériennes et la préparation d'artillerie ont cependant échoué à déloger les 1 200 Nord-Coréens solidement terrés dans la colline 518, Le 1er, puis le 3e bataillon échouent à reprendre la colline, les 2, 3 et 4 septembre. Sur la droite, le 2e bataillon du 5e régiment de cavalerie, attaque le 4 septembre et prend la colline 303, mais il a de grandes difficultés à tenir face aux contre-attaques de la 3e division nord-coréenne. Cette nuit-là, les Nord-coréens percent par l'écart entre le 3e bataillon sur la colline 518 et le 2e bataillon sur la colline 303 et manœuvrent vers l'Ouest afin d'occuper la colline 464 à l'arrière du 7e régiment. Sur la droite de la division, Tabu-dong est aux mains des Nord-coréens, sur la gauche, Waegwan est un no man's land, et sur le centre, les forces nord-coréennes s'infiltrent en grand nombre au sud de la colline 518. Le 7e régiment de cavalerie court le danger d'être encerclé. En accord avec Walker, Gay ordonne le 5 septembre un retrait général de la 1re division de cavalerie au cours de la nuit afin de raccourcir les lignes et d'occuper une meilleure position défensive. La manœuvre de repli débute par le flanc droit et se poursuit à gauche en commençant par le 8e régiment de cavalerie, le 7e de cavalerie dans la région de la colline 518, et enfin la 5e de cavalerie dans la zone Waegwan. Mais les fortes pluies tombées dans la nuit du 5 au 6 septembre ralentissent le retrait et le 2e bataillon du 7e se retrouve pratiquement encerclé dans les collines 464 et 380 et sur la gauche de la division, le 2e bataillon du 5e subit de lourdes pertes avant d'abandonner la colline 303 aux Nord-Coréens le 6 septembre et de se replier le 7 septembre.
Le 1er bataillon du 7e est rattaché au 5e régiment et le reste du 7e régiment se replie en réserve de la division près de Daegu et dans la nuit du 7 au 8 septembre, le 5e régiment reçoit l'ordre de se replier au Sud de Waegwan à cheval sur la principale autoroute Séoul–Daegu. Pendant ce temps, la 3e division nord-coréenne déplace toujours des renforts à travers le Nakdong et le 8, un communiqué nord-coréen revendique la capture de Waegwan. Le 9 septembre, la situation empire pour la 1re division de cavalerie. Sur son flanc gauche, la 3e division nord-coréenne force le 1er bataillon du 5e à se retirer de la colline 345, à 4,8 km à l'est de Waegwan et continue à presser le 5e de cavalerie lors de combats en dents de scie sur les collines 203 et 174. Le 1er bataillon du 7e de cavalerie capture finalement cette dernière avant de rejoindre son régiment en reserve. Jusqu'au 15 septembre, le 5e régiment de cavalerie et les Nord-coréens se battent âprement sur une ligne qui évoluent peu à 13 km au nord-ouest de Daegu, autour des collines 203, 188 et 174. Cette dernière change de mains à sept reprises,,,. Les différents bataillons du 5e régiment de cavalerie sont si affaiblis à ce moment qu'ils ne sont plus considérés comme efficaces pour le combat.

##### Ka-san
Les Nord-coréens frappent également avec force dans la zone de Bowling Alley au nord de Daegu. Ils attaquent le 2e bataillon du 8e régiment de cavalerie dans la nuit du 2 au 3 septembre sur la colline 448 à l'ouest de la Bowling Alley et à 3,2 km au nord de Tabu-dong. Le 2e bataillon dépassé se retire relayé par le 3e bataillon. Au cours de la journée, des éléments de la 1re division nord-coréenne prennent la cité fortifiée de Ka-san sur la crête de la colline 902, à 6,4 km à l'est de Tabu-dong et à 16 km au nord de Daegu. Le 3 septembre, le commandement de l'ONU et la 8e armée des États-Unis accuse donc la perte simultanée de Tabu-dong et de Ka-san. Cette avancée soudaine des Nord-coréens vers le Sud et vers Daegu, inquiète Walker et ce dernier ordonne à la 1re division de cavalerie de reprendre et de défendre la colline 902 stratégiquement importante pour la défense de Daegu,. La 1re division de cavalerie crée également la Task Force Allen, sous le commandement du général de brigade Frank A. Allen, Jr et chargée d'intervenir au cas où les Nord-coréens perceraient les défenses à l'approche de Daegu.

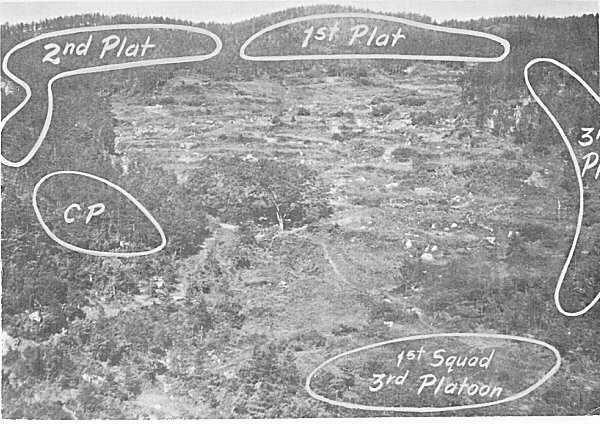
La ligne défensive de la compagnie D au sommet de la colline 755.

Le colonel Raymond D. Palmer, commandant du 8e régiment de cavalerie reçoit l'ordre de reprendre la montagne avec l'aide de quelques unités de soutien du génie affectée pour l'occasion à son régiment, notamment la compagnie D du 8e bataillon du génie de combat,,. Le 4 septembre, la force manœuvre vers Ka-san , et la compagnie D du génie lance son attaque sur la montagne vers midi, et atteint à 17h le sommet de la colline 755, le bras sud de la colline 902,. Là, les Américains subissent les vagues d'assaut nord-coréennes depuis la colline 902 jusqu'au lendemain,,. Mais avec des pertes élevées et presque à court de munitions, le commandant de la 1re division, Hobart R. Gay ordonne à 13h30 au 8e régiment de retirer ses hommes de Ka-san. Gay pense qu'il ne dispose pas des forces suffisantes pour sécuriser et tenir la colline et que de toute manière les Nord-Coréens n'ont pas assez de munitions pour exploiter cette position comme point d'observation afin d'orienter leurs tirs d'artillerie et de mortier,.
Maintenant, avec Ka-san fermement en leur possession, les 13e et 1re divisions nord-coréennes sont prêtes à descendre sur Daegu. Le 6 septembre, les Nord-coréens sont à 4,8 km au Sud de Tabu-dong et d'autres unités occupent la colline 570, à 3,2 km au sud-ouest de Ka-san et à 13 km au nord de Daegu,. Même si la 1re division de cavalerie recule presque partout le 7 septembre, Walker ordonne à cette dernière et au 2e corps sud-coréen de reprendre la colline 902. Dans la matinée du 8 septembre, le 3e bataillon, 8e de cavalerie d'abord est chargé de repousser les Nord-Coréens de la colline 570, car Walker décide de maintenir une pression continue sur le flanc Est du secteur de la 1re division, menace la plus immédiate pour les forces de l'ONU sur le périmètre de Busan. Mais, ce même jour, les forces nord-coréennes menacent également les collines 314 et 660 au sud-est de la colline 570, contraignant la 1re division de cavalerie à abandonner son offensive contre la colline 570. La 1re division nord coréenne manœuvre ensuite vers la zone de la 1re division sud-coréenne sur le flanc droit de la 1re division de cavalerie. Son 2e régiment avance de 9,7 km depuis l'est de la colline 902 vers l'imposante colline P'algong-san qu'il atteint le 10 septembre. La 1re division de cavalerie américaine concentre alors la plupart de ses unités de combat sur son flanc droit au nord de Daegu,. Le 11 septembre, les combats au nord de Daegu dans les environs des collines 660 et 314 sont lourds et confus,. Dans la journée, la 13e division nord-coréenne prend la colline 314 qui doit leur servir d'appui pour la conquête de la cité,.
Le 12 septembre, les Américains et les Sud-coréens décident de mener une grande contre-attaque. La 1re division sud-coréenne a la mission d'attaquer depuis P'algong-san en direction de Ka-san et le 3e bataillon, 7e de cavalerie est chargée de reprendre la colline 314,. Au prix de très lourdes pertes, les Américains sécurisent la colline,, et la tiennent durant les six prochains jours. Après la prise de la colline 314, le 12 septembre, la situation au nord de Daegu s'améliore,. Le 14 septembre, le 2e bataillon, 8e de cavalerie conquiert une partie de la colline 570 au 19e régiment de la 13e division nord-coréenne. Sur la droite, la 1re division sud-coréenne poursuit son attaque au nord-ouest et avance jusqu'à Ka-san. À ce moment la majeure partie de la 1re division nord-coréenne se retire progressivement de Ka-san et de son voisinage. Et les informations indiquent que la 13e division se retire également vers le Nord. Mais le 15 septembre, des combats continuent sans relâche au nord de Daegu,. Le 2e bataillon, 8e de cavalerie combat toujours pour prendre le contrôle total de la colline 570. De l'autre côté, le 2e bataillon, 8e de cavalerie doit frapper la colline 401, où les Nord-coréens ont pénétré l'espace entre le 8e et le 5e régiment de cavalerie.

#### Nakdong Bulge

##### Seconde bataille du Nakdong
Sur la rive ouest du Nakdong, le major général Pak Kyo Sam, commandant la 9e division d'infanterie nord-coréenne, émet ses ordres d'opérations à la division le 28 août. La mission de la 9e division est de déborder et de détruire les troupes américaines au Naktong Bulge et de capturer les zones de Miryang et de Samnangjin (en) afin de couper la route d'approvisionnement et de retraite entre Daegu et Busan à la 2e division d'infanterie américaine. Cependant, les Nord-Coréens ignorent que la 2e division a récemment remplacé la 24e division d'infanterie sur les positions le long du Nakdong. Par conséquent, ils s'attendent à une résistance plus légère. En effet, les troupes de la 24e division sont épuisées par mois de combats, alors que les hommes de la 2e division sont arrivés récemment en Corée et viennent d'être envoyés au front,.
Dans la nuit du 31 août, de 21 h 30 jusqu'à minuit, la 9e division d'infanterie nord-coréenne franchit le Nakdong et grimpe les collines vers les positions du 9e régiment d'infanterie américain,. À 22 h 0, sur le flanc Sud du 9e régiment, dans la zone de la colline 94 et du village d'Agok, les Nord-Coréens commencent à frapper les positions de la compagnie A qui tient jusqu'au lendemain matin,. Mais plus au nord, les Nord-Coréens débordent les positions des compagnies C, et B qui doivent se replier,, avec de lourdes pertes. À 3 h 0, le 9e régiment ordonne à sa seule unité de réserve, la compagnie E de prendre une position de blocage dans la passe entre Cloverleaf Hill et Obong-ni Ridge, à 4,8 km de la rivière et à 9,7 km de Yongsan, mais à 3 h 30, les Nord-Coréens surprennent la compagnie qui subit également de lourdes pertes. Avec Cloverleaf Hill et Obong-ni Ridge dans leurs mains, les Nord-Coréens contrôlent maintenant les hauteurs entre Yongsan et le fleuve. De son côté, le 23e régiment d'infanterie tient ses positions au nord du 9e régiment,. Son commandant, le colonel Paul L. Freeman déploie le 1er bataillon sur les hauteurs le long de la rivière avec trois compagnies côte à côte,. Après des tirs d'obus,, à 23 h 0, les Nord-Coréens lancent leur attaque contre le 1er bataillon. Débordé sur la gauche le long de la route Pugong-ni-Changnyong, le 1er bataillon se replie à 3 h 0 à l'exception de la compagnie C bloquée. Freeman est alors contraint de déployer trois compagnies de réserve afin d'établir une position de défense sur les hauteurs de Ponch'o-ri au-dessus du lac Sanorho, devant Changnyong,. Mais pendant la nuit, les Nord-Coréens contournent le flanc droit de cette position. Finalement, le Headquarters and Service Company (en) du 23e d'infanterie et d'autres unités divers du régiment arrêtent la pénétration à 8 km au nord-ouest de Changnyong.
À l'aube, le 1er septembre, Keiser au QG de la 2e division estime que sa division est en difficulté. L'attaque massive des Nord-Coréens a réussi une percée de 9,7 km de large et de 13 km de profondeur au milieu de la ligne de la division,,, coupant ainsi la 2e division en deux. Keiser décide de réorganiser la division deux forces opérationnelles. Il place le général de brigade Loyal M. Haynes, à la tête du groupe nord, la Task Force Haynes et au sud, le général de brigade Joseph S. Bradley prend la tête de la Task Force Bradley,. Keiser espère qu'il pourra organiser une défense le long de la route Changnyong-Yongsan et bloquer l'accès aux Nord-Coréens à la passe menant vers l'est et Miryang. Le général Walker estime également que la situation la plus critique se situe dans la zone du Naktong Bulge dans le secteur de la 2e division car Miryang est menacée et avec elle, la totalité des positions de la 8e armée. Il ordonne au général de brigade des Marines Edward A. Craig, commandant de la 1re brigade provisoire, de se tenir prêts à partir pour le Nakdong Bulge,. À 09h00, Walker demande à l'US Air Force de faire un effort maximum le long du Nakdong et d'isoler le champ de bataille afin de prévenir d'autres renforts et couper l'approvisionnement nord-coréen. Sur l'ordre du commandement d'Extrême-Orient, la 7e flotte arrête ses frappes sur la zone Incheon-Séoul afin de filer vers le Sud à pleine vapeur,.
La situation est chaotique dans les jours qui suivent. Dans le secteur du 9e d'infanterie, la compagnie A se fait anéantir dans la nuit du 1er au 2,,,,. Dans la nuit du 4 au 5 septembre, la Task Force Manchu, composée essentiellement de la compagnies E du 9e d'infanterie, doit abandonner après quatre jours de combats incessants, sa position sur la proéminence sud de la colline 209,,,,,. Au Nord du 9e régiment, le 23e régiment est également après le 1er septembre, dans une situation très précaire. Le 1er bataillon est chassé du fleuve et isolé à 4,8 km à l'ouest de sa position initiale. La 2e division envoie depuis Mosan-ni, le 3e bataillon du 38e ouvrir la route au 1er bataillon du 23e qu'il rejoint à 17h00 le 2 septembre. Dans la soirée, les Nord-Coréens attaquent en force le 3e bataillon sur la colline 209 repoussant une compagnie de sa position. Les Nord-Coréens atteignent les portes de Changnyong dans la soirée du 2 septembre. Keiser ordonne au 2e bataillon du 38e d'infanterie d'établir une position défensive à l'ouest de Changnyong. Le 3 septembre, les troupes nord-coréennes lancent une offensive sur la colline 284 qui se termine le 5 septembre quand la compagnie F reprend la colline. Le 4 septembre, Haynes modifie la limite entre le 38e et le 23e régiments d'infanterie, attribuant la partie nord du secteur du 23e au 38e d'infanterie, permettant ainsi au 1er bataillon de manœuvrer vers le sud pour aider le 2e bataillon à défendre l'approche sud de Changnyong. Le 23e d'infanterie projette de concentrer toutes ses troupes sur les positions occupées par son 2e bataillon sur la route Pugong-ni-Changnyong. Le 1er bataillon se rend sur place et prend position sur le flanc gauche du 2e bataillon. Dans ce périmètre, le 23e d'infanterie mène une série de durs combats. La 2e division nord-coréenne procède à une nouvelle attaque contre le périmètre du 23e régiment le 8 septembre afin de percer vers l'Est. Elle enfonce les défenses de la compagnie F alors que l'ensemble du front du régiment risque de tomber. Le 9 septembre, l'US Air Force doit effectuer un fort soutien aérien sur le périmètre du régiment et tous les hommes disponibles sont envoyés au combat, mais l'offensive peut être bloquée vers 12h00. Si ce lourd combat coûte à la 2e division nord-coréenne la plupart de ses dernières forces offensives, elle continue à harceler les zones arrière autour de Changnyong pendant plusieurs jours.

##### Yongsan

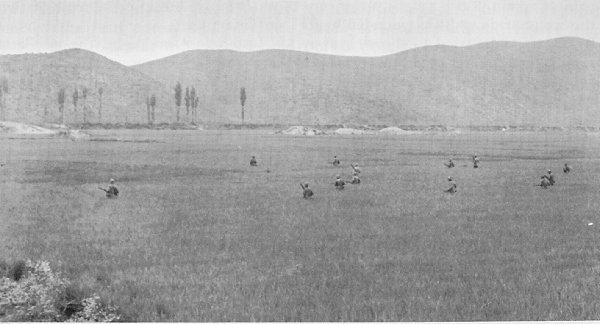
Les troupes américaines traversent les rizières lors d'une attaque à l'ouest de Yongsan.

Le matin du 1er septembre, les 1er et 2e régiments de la 9e division d'infanterie nord-coréenne se trouvent après la traversée du fleuve et la pénétration des lignes américaines à seulement quelques kilomètres de Yongsan,. Avec seulement les restes de la compagnie E, le 9e régiment de la 2e division n'a pratiquement aucune troupe pour défendre la cité. Le commandant de la division, le major général Laurence B. Keiser rattache alors le 2e bataillon du génie au régiment. Le 72e bataillon de chars et la compagnie de reconnaissance de la 2e division sont également affectés sur des positions proches de Yongsan. Les Nord-coréens engagent le 2e bataillon à environ trois km à l'ouest de Yongsan tout en approchant également la cité par le Sud. Mais dans la nuit du 1er au 2, les soldats nord-coréens franchissent les faibles défenses autour de Yongsan et entrent dans la ville,.
Tandis que les Nord-Coréens tentent de détruire les troupes du génie à la lisière sud de Yongsan et de dégager la route vers Miryang le 2 septembre; la 1re brigade provisoire des Marines, sous les ordres du général de brigade Edward A. Craig est autorisée à manœuvrer vers Yongsan Walker rattache provisoirement la brigade des Marines à la 2e division et ordonne une attaque coordonnée par tous les éléments disponibles de la division et des Marines, avec la mission de détruire les Nord-Coréens à l'Est du Nakdong dans le secteur de la 2e division et de restaurer les lignes sur le fleuve,,,. Les Marines attaquent à 08h00 le 3 septembre à l'ouest, à cheval sur la route Yongsan-Nakdong ; le 9e régiment, la compagnie B du 72e bataillon de tank et la batterie D du 82e bataillon AAA attaquent au nord-ouest et tentent de rétablir le contact avec le 23e régiment ; et le 2e bataillon de génie, les restes du 1er bataillon, 9e d'infanterie, et les éléments du 72e bataillon de chars attaquent sur le flanc gauche afin de rétablir le contact avec la 25e division. La contre-offensive américaine du 3 au 5 septembre à l'ouest de Yongsan donne lieu à l'une des débâcles les plus sanglantes de la guerre pour une division nord-coréenne. Même si les restes de la 9e division, soutenue par la faible résistance de la 4e division, détiennent toujours Obong-ni Ridge, Cloverleaf Hill, et les voies de retrait vers le Nakdong le 6 septembre, leurs forces offensives sont totalement épuisées à la fin de la contre-attaque américaine. Les 9e et 4e divisions ne sont plus en mesure de reprendre l'offensive.

#### Masan

##### Haman

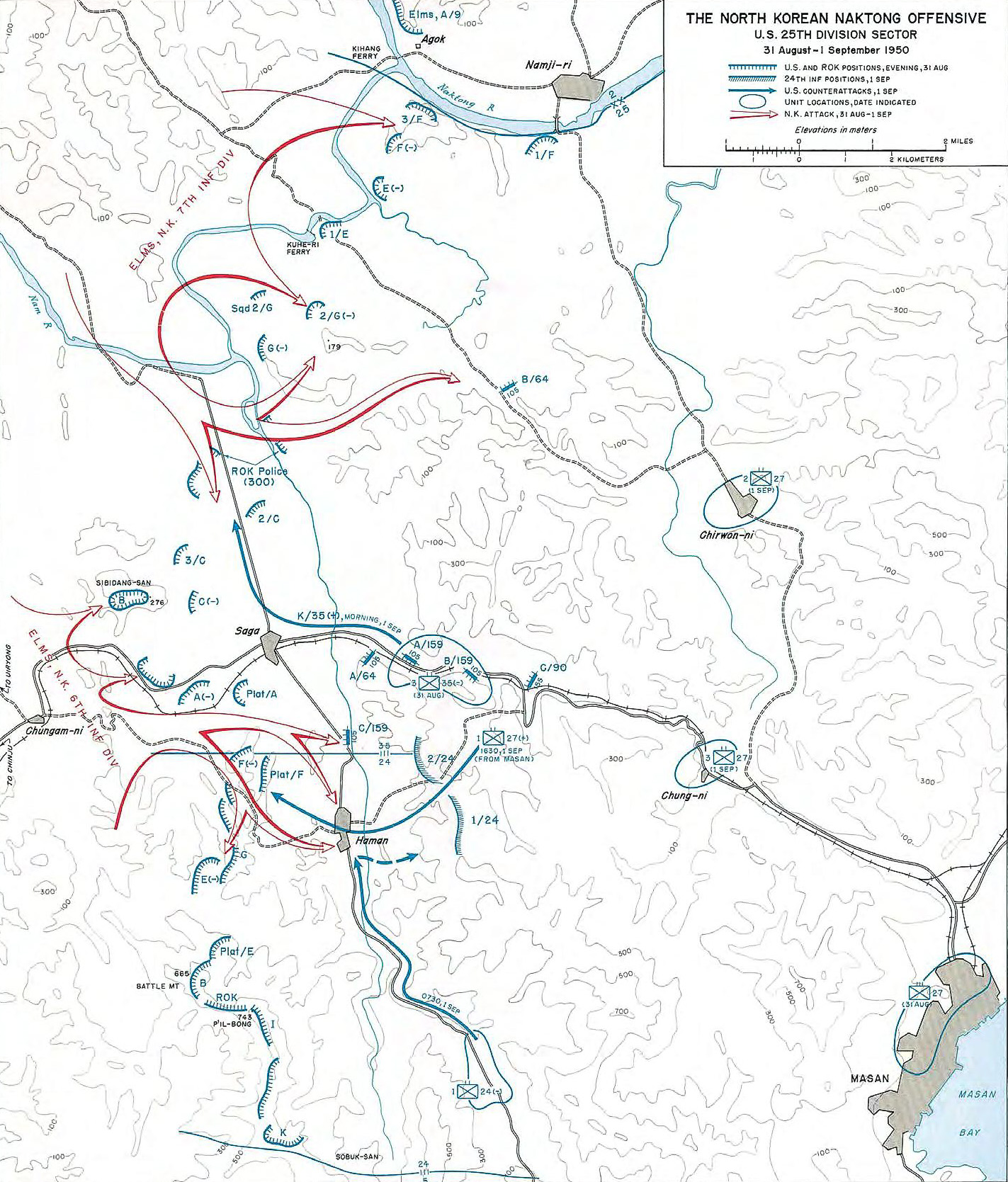
Carte du secteur de la 25e division lors de la Grande offensive du Nakdong.

À l'extrême ouest, au centre-gauche de la ligne de la 25e division, le 2e bataillon du 24e régiment du lieutenant-colonel Paul F. Roberts tient les crêtes à 1,6 km à l'ouest d'Haman. À la fin de l'après-midi du 31 août, toutes les unités américaines sur la ligne sont alertées d'une éventuelle attaque nord-coréenne. Dans la soirée, la 6e division d'infanterie nord-coréenne frappe la compagnie F sur le côté nord du col de la route Chungan-ni-Haman. Les troupes sud-coréennes présentes au nord du col quittent leurs positions et se replient sur la compagnie G au sud du col. Les Nord-coréens envahissent rapidement la position, et peu de temps après le début de l'offensive, la majeure partie du 2e bataillon du 24e régiment d'Infanterie fuit ses positions et se replient vers Haman à l'encontre des ordres de leurs officiers,,. Les Nord-Coréens traversent rapidement les lignes américaines en ruine et envahissent le poste de commandement du 2e bataillon. Haman se retrouve ouverte aux Nord-coréennes, qui l'encerclent alors que le 2e bataillon s'effondre dans le désarroi. Le commandant du 24e régiment, le colonel Arthur S. Champeny (en) ordonne alors au 1er bataillon situé à environ 4,8 km au sud de Haman sur la route Chindong-ni de contre-attaquer et de rétablir la ligne. La contre-attaque démarre à 07h30 le 1er septembre, mais le 1er bataillon s'effondre à son tour et doit se replier,. Alors qu'ils tiennent la ville, la plus grande partie de deux régiments de la 6e division nord-coréenne s'engouffre dans la brèche de Haman.

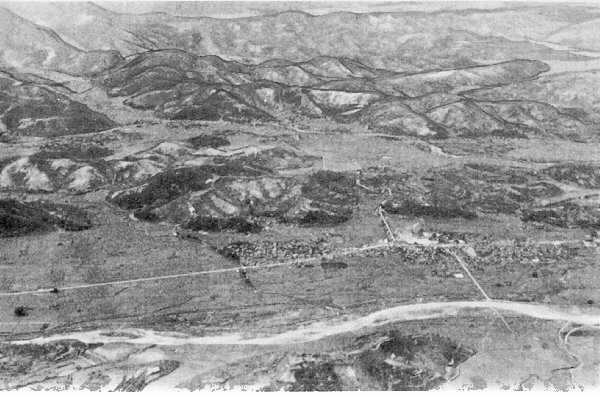
Haman en 1950. Les positions du 24e régiment d'infanterie sont sur les crêtes à l'ouest (à gauche) de la ville.

À 14h45 le 1er septembre, Kean ordonne une contre-attaque immédiate pour restaurer les positions du 24e d'infanterie. Pendant 30 minutes les avions e l'US Air Force frappe les positions nord-coréennes autour de Haman avec des bombes, du napalm, des roquettes, et des tirs de mitrailleuses. Ces frappes sont suivies de quinze minutes des tirs d'artillerie concentrés ; des incendies se propagent alors à Haman. Kean dépêche immédiatement le 1er bataillon du 27e d'infanterie du lieutenant-colonel Gilbert J. Check vers Haman et le rattache au 24e régiment d'infanterie. Les troupes de Check attaque à l'ouest à 16:30, renforcée par un peloton de chars de la compagnie A du 79e bataillon de chars et reprennent la ville facilement, alors que la plupart des troupes nord-coréennes ont abandonné la cité. Les Nord-Coréens tiennent cependant avec vigueur la crête située à l'ouest de la ville, et leurs tirs de mitrailleuse balaient toutes les approches. Toute la journée le 2 septembre, les frappes aériennes harcèlent les Nord-Coréens et les empêchent de se réorganiser pour mener une autre attaque coordonnée. L'aéronavale participe aux frappes sur le champ de bataille de Masan avec ses avions depuis les porte-avions USS Valley Forge (CV-45) et USS Philippine Sea (CV-47) situé à 320 km de distance dans la mer Jaune. Un dur combat s'engage toute la matinée entre les Nord-Coréens et le bataillon de Check, mais à 12h00, le 1er bataillon, 27e d'infanterie, peut sécuriser les anciennes positions du 2e bataillon, 24e d'infanterie. Lors de la journée du 2 septembre, l'US Air Force a effectué 135 sorties dans le secteur de la 25e division d'infanterie. Après l'échec de leur principale offensive, la bataille pour Haman est au point mort. Les Nord-Coréens, en proie à des problèmes de logistique et de main-d'œuvre, préfère axer leurs attaques contre les positions du 24e d'infanterie sur Battle Mountain, ainsi que contre les positions 35e d'infanterie sur la rivière Nam. Les troupes d'infanterie du 24e à Haman ne subissent plus que quelques attaques sporadiques jusqu'au 18 septembre.

##### Fleuve Nam

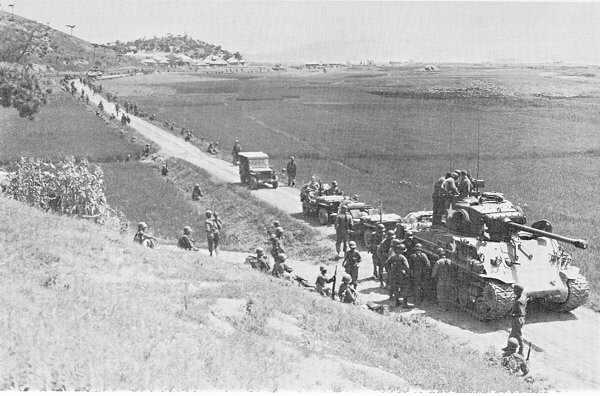
Des troupes du 2e bataillon, 27e d'infanterie traversent la Engineer Road reprise à l'ennemi.

Pendant ce temps, la 7e division nord-coréenne engage toutes ces forces contre la ligne du 35e d'infanterie. Ce dernier qui doit faire face à des pénuries de matériel et de renforts, est sous équipé mais néanmoins préparé à une attaque. À 23h30 le 31 août. l'artillerie nord-coréenne attaque l'ensemble des compagnies du régiment depuis la rive ouest du pont de Namji-ri,. Sous le couvert de l'artillerie, un régiment de la 7e division traverse la rivière Nam et attaque les compagnies F et G du 35e,. Afin de ralentir la traversée, le commandant du régiment, le colonel Henry Fisher place 300 policiers sud-coréens au niveau du site du ferry situé entre le 1er et le 2e bataillon et prépare le 3e bataillon à une contre-attaque. Mais à 00h30, les compagnies de police près du ferry se dispersent et les troupes nord-coréennes s'engouffrent par cette brèche,.
Au lever du jour, bien que le 35e d'infanterie tient l'ensemble de ses positions d'origine à l'exception de celle du peloton avancé de la compagnie G, 3 000 soldats nord-coréens ont franchi les lignes,. La pénétration la plus profonde atteint les hauteurs juste au sud de Chirwon donnant sur la route nord-sud. Dans l'après-midi, Kean estime que la situation est grave et menace l'intégrité de la ligne de la division. Il ordonne au 2e bataillon du 27e régiment d'infanterie d'attaquer derrière le 35e régiment, parce qu'une grande partie de l'artillerie de la division est sous l'attaque directe de l'infanterie nord-coréenne. Durant la matinée du 1er septembre, alors que certaines unités nord-coréens attaquent la compagnie G, d'autres engagent la compagnie E à 3,2 km en aval de cette première, et d'autres encore attaquent des unités dispersées de la compagnie F qui garde le pont de Namji-ri. Là, sur le flanc extrême droit de la 25e division américaine, ce peloton réussit à chasser une force nord-coréenne après une lutte acharnée. Le 2 septembre, la compagnie E a détruit la plupart d'un bataillon nord-coréen dans de lourds combats.
Des combats confus continuent derrière la ligne du 35e d'infanterie la semaine suivante. Les bataillons, compagnies et pelotons, coupées et isolées, combattent sans contrôle directs de leurs supérieurs et globalement sans soutien à l'exception des parachutages qui ravitaillent la plupart de ces unités. Mais dans l'ensemble, le 35e régiment combat sur ses positions d'origine. Bien que la 25e division soit globalement moins sous la pression des unités nord-coréennes après le 5 septembre, il y a encore des attaques locales sévères,. Les fortes pluies entrainent la hausse de la Nam et du Naktong le 8 et le 9 septembre, ce qui réduit le risque de nouvelles traversées des Nord-coréens. Et si des attaques limitées contre le 2e bataillon, 35e d'infanterie se poursuivent chaque nuit du 9 au 16 septembre, l'essentiel de l'élan nord-coréen a été brisé et ils ne peuvent pas rassembler suffisamment de forces pour mener à nouveau des attaques d'envergure contre le régiment.

### Résultats

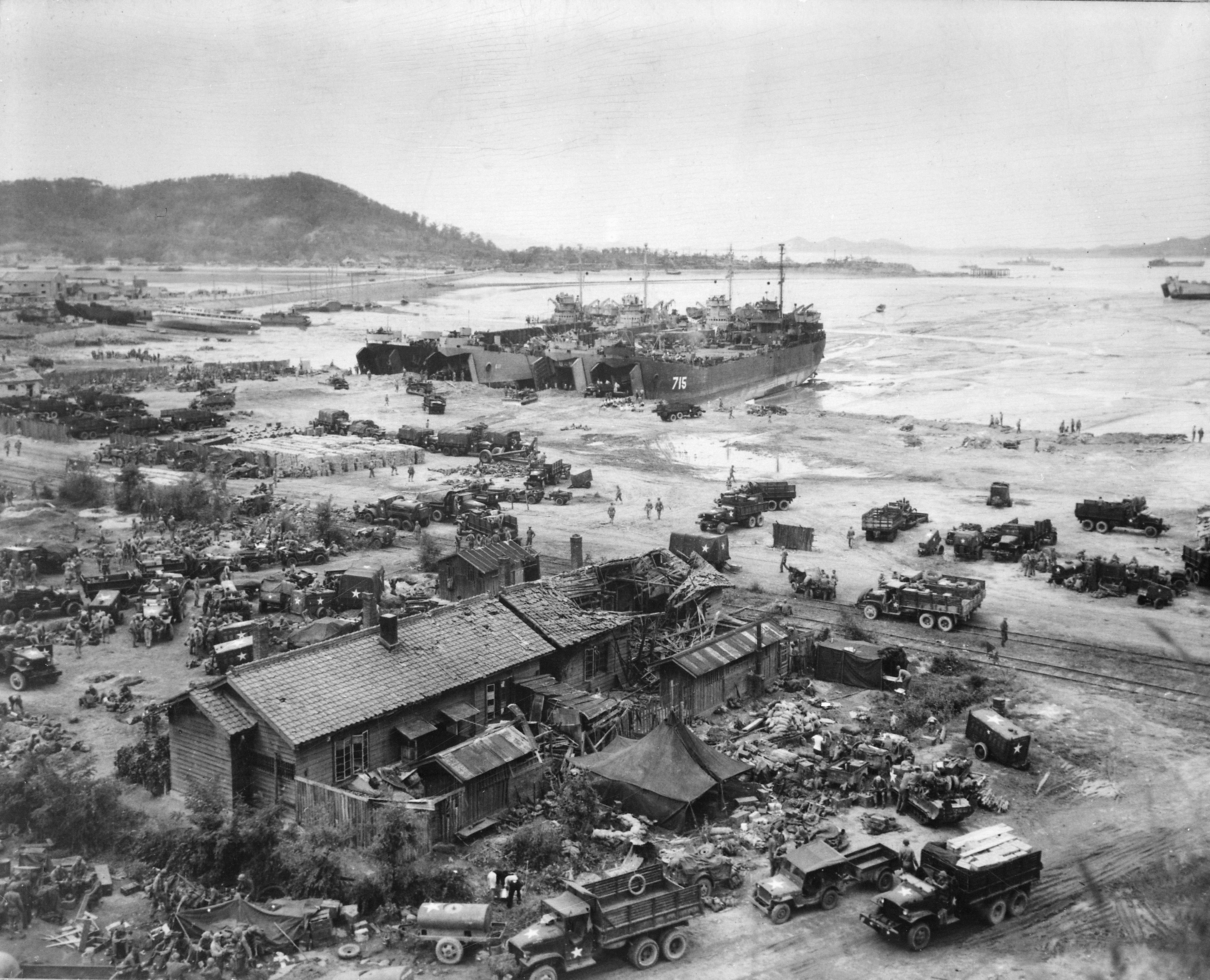
Le 15 septembre 1950, les forces américaines débarquent à Incheon.

La grande offensive du Nakdong est l'un des combats les plus brutaux de la guerre de Corée. Les Nord-Coréens réussissent initialement à percer les lignes de l'ONU à plusieurs endroits et font des gains substantiels et repoussent les unités de l'ONU. Les 4 et 5 septembre, la situation est si désastreuse pour les troupes de l'ONU que la 8e armée américaine et l'armée sud-coréenne déplace leurs quartiers généraux de Daegu à Busan pour leurs éviter d'être débordé et de perdre leur équipement de communication, mais Walker reste à Daegu avec un petit détachement avancé. L'ONU prépare également sa logistique en prévision d'une retraite sur un plus petit périmètre défensif appelé ligne Davidson. Cependant, le 6 septembre, Walker estime que la retraite n'est pas nécessaire.
L'offensive en cinq volets a conduit à de violents combats autour de Haman, de Kyongju, du Nakdong Bulge, du rivière Nam, de Yongsan, de Tabu-dong et de Ka-san,. Les attaques nord-coréennes obtiennent des gains appréciables et forcent les troupes de l'ONU le long du périmètre de Busan à former une fine ligne de défense, en se fondant sur les réserves mobiles pour avoir la force de repousser les attaquants nord-coréens. Du 1er au 8 septembre, le combat est intense et la bataille alors dans l'impasse, est très coûteuse pour les deux armées sur-étendues. Le 15 septembre, cependant, les troupes nord-coréennes sont prises au dépourvu par l'opération Chromite, et ses forces qui sont restées relativement intactes après 15 jours de combats sont forcées de se retirer dans une déroute totale. Une résistance nord-coréenne isolée perdure jusqu'au 18 septembre, mais à cette date, les troupes de l'ONU montent une offensive à grande échelle pour poursuivre la retraite des unités nord-coréennes vers le Nord, marquant la fin des combats autour du périmètre de Busan.

## Conséquences

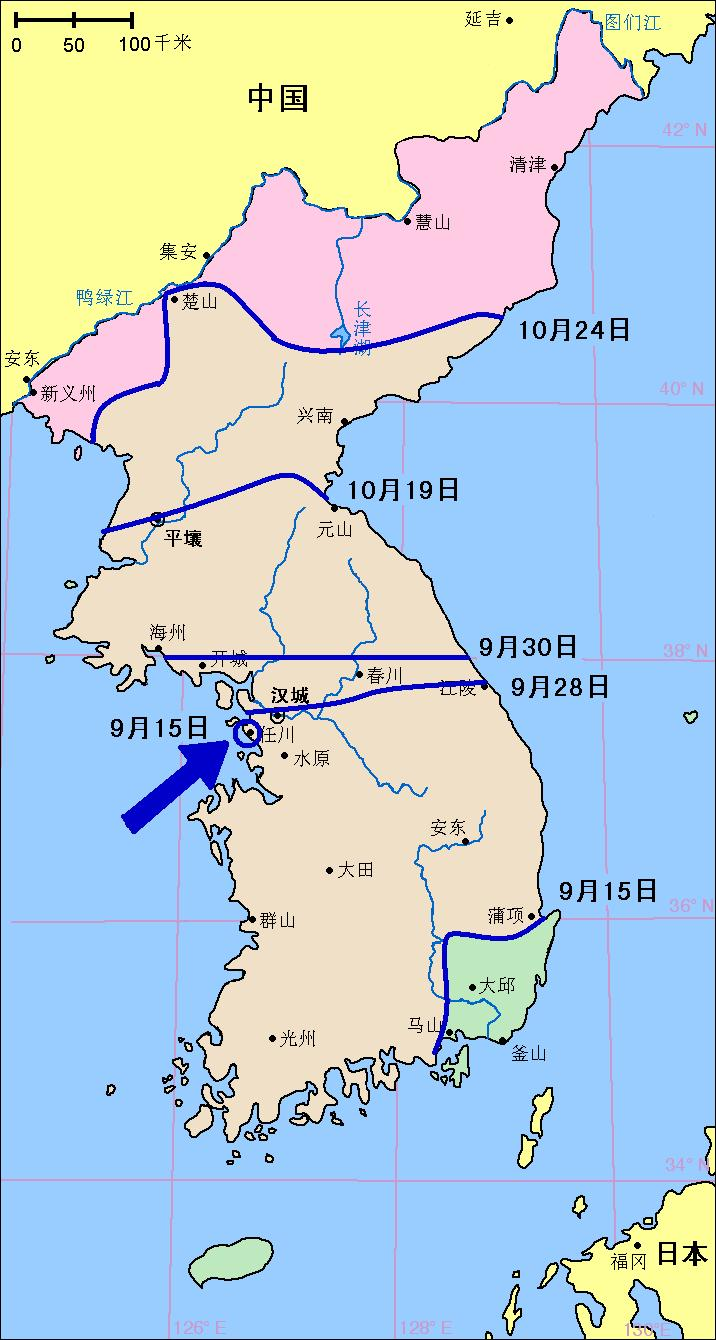
Le périmètre de Busan au 15 septembre. La flèche bleue indique la bataille d'Incheon, qui met fin à l'attaque sur le périmètre.

### Pertes humaines
Au cours de la bataille, l'ONU et les forces nord-coréennes subissent un nombre élevé de victimes. Du côté américain, le 5e régiment d'infanterie compte 269 tués, 574 blessés et quatre capturés pendant la bataille. La 1re division de cavalerie américaine subit 770 tués, 2 613 blessés et 62 capturés. La 2e division d'infanterie dénombre 1 120 tués, 2 563 blessés, 67 capturés et 69 disparus. Le 24e division d'infanterie souffre de 402 tués, 1 086 blessés, cinq capturés et 29 disparus. Le 29e régiment d'infanterie recense 86 tués, 341 blessés, 1 capturés et 7 disparus. La 25e division d'infanterie compte 650 tués, 1 866 blessés, quatre capturés et 10 disparus. Avec les autres unités hors division, le nombre de victimes au total de l'US Army pour la bataille est de 3 390 tués, 9 326 blessés, 97 capturés (9 morts en captivité) et 174 disparus, soit un total de 12 987 victimes. Le Corps des Marines des États-Unis compte 185 tués, l'US Navy 14 tués et l'US Air Force 53 tués. À ce décompte, on peut ajouter 736 tués, 2 919 blessés et 12 disparus lors de la contre offensive pour sortir du périmètre. Le décompte officiel des victimes américaines est de 4 599 tués, 12 058 blessés, 2701 disparus, 401 capturés,. Le nombre de victimes sud-coréennes est très difficile à établir, mais on estime qu'il est au moins deux fois supérieur au nombre total de victimes de l'ONU, donc au moins 40 000 victimes. Les États-Unis ont aussi perdu 60 chars dans la lutte, ce qui porte à cette date le nombre total de chars perdus dans la guerre à 136.
Il y a aussi un petit nombre de victimes britanniques lors de la campagne, dont cinq soldats tués. le Naval rating (en) J.W. Addison est la première victime britannique de la bataille. Il a été tué le 23 août à bord du HMS Comus lorsque le navire a été attaqué par un avion nord-coréen. Le 29 août, le lieutenant commander I. M. MacLachlan, commandant du 800 Naval Air Squadron (en), a été tué dans un accident d'avion à bord du HMS Triumph. En outre, trois soldats britanniques de la 27e brigade ont été tués près de Daegu ; le soldat Reginald Streeter a été tué le 4 septembre, le capitaine C. N. A. Buchanan et le soldat T. Taylor sont morts le 6 septembre. En tout, 17 autres soldats britanniques ont été blessés dans la zone. Deux correspondants de guerre ont été tués dans la campagne, Ian Morrison, un journaliste du Times, et Christopher Buckley (journalist) (en), journaliste pour le Daily Telegraph. Ils ont été tués le 13 août près Waegwan lorsque leur véhicule a heurté une mine terrestre. Un officier des forces armées indiennes a également été tué dans l'incident, le colonel Manakampat Kesavan Unni Nayar (en), un représentant de la Commission des Nations Unies pour la Corée (en).
Les victimes nord-coréennes lors de la bataille sont presque impossibles à estimer précisément en raison de l'absence de registres. Il est aussi difficile de déterminer le nombre de citoyens sud-coréens qui ont été enrôlés de force dans la bataille et combien on déserté plutôt que d'être tué. Le nombre des troupes engagées et la violence des combats ont eu pour conséquence la destruction de régiments entiers et même de divisions nord-coréennes, et leur force a dû être estimée sur la base des comptes de Nord-Coréens capturés par l'ONU. Le 1er septembre, l'armée nord-coréenne compte environ 97 850 soldats en Corée du Sud, et dont un tiers sont sans doute des conscrits sud-coréens. À la suite de la bataille périmètre de Busan, seulement 25000 ou 30000 ces soldats sont retournés en Corée du Nord à la fin du mois de septembre. Plus d'un tiers des soldats de la force est blessé dans les combats. Cela signifie que les pertes nord-coréennes entre le 1er et le 15 septembre oscillent entre 36000 et 41 000 tués ou capturés, avec un nombre inconnu de blessés. Avec l'ajout de 5 690 tués dans la Bowling Alley, de 3500 dans la bataille du Nakdong, au moins 3700 à Daegu,, et un nombre inconnu à P'ohang-dong avant le 1er septembre, les pertes totales nord-coréennes sont sans-doute comprises entre 50000 et 60000 sur l'ensemble de la bataille. Les nord-coréens ont également perdu 239 chars T-34 et 74 canons automoteurs SU-76, soit la quasi-totalité des blindés qu'ils possèdent.

### Crimes de guerre

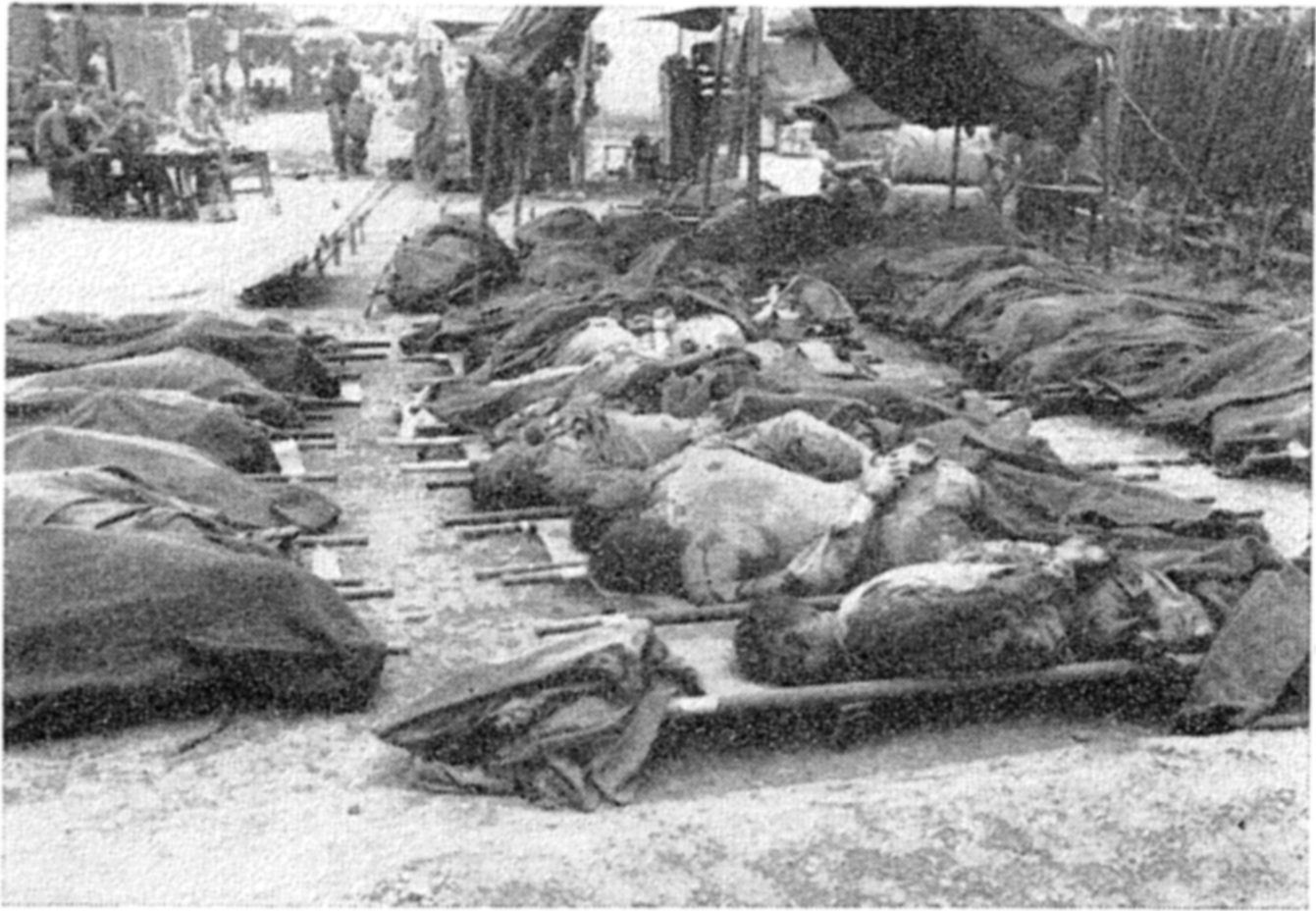
Les corps des victimes du massacre de la colline 303 réunis près de Waegwan ; beaucoup ont leurs mains toujours attachées.

Un certain nombre de crimes de guerre ont été commis des deux côtés du conflit, et les troupes de l'ONU et de la Corée du Nord ont été impliquées dans plusieurs incidents très médiatisés. Les troupes nord-coréennes, en occupant la Corée du Sud, ont été accusées de nombreux cas d'abus envers les prisonniers de guerre capturés pendant les combats. Parmi les plus terribles abus, des prisonniers capturés de l'ONU ont été torturés et exécutés par les troupes nord-coréennes. On rapporte aussi quelques incidents isolés au sujet de prisonniers battus, castrés, brûlés à mort, et utilisés pour des exercices à la baïonnette. Dans la région de Daegu, des groupes de soldats capturés ont été retrouvés exécutés avec les mains liées. On retrouve ces exactions à Masan, où des prisonniers ont été utilisés comme boucliers humains contre d'autres troupes de l'ONU. Les soldats de l'ONU grièvement blessés ont également été achevés, et dans au moins un cas, des aumôniers et des médecins non armés ont été attaqués malgré le port de signes clairement distinctifs. Les Nord-Coréens ont également enrôlé à grande échelle les civils sud-coréens dans leurs armées, tuant tous ceux qui ont tenté de déserter,.
Le crime de guerre le plus violent est le massacre de la colline 303, le 17 août, lorsque 41 prisonniers de guerre américains sont tués par les Nord-Coréens près de Daegu. Ce crime a conduit le commandant des forces de l'ONU, Douglas MacArthur à avertir les Nord-Coréens par le biais de prospectus et d'émission qu'ils seraient tenus pour responsables de ces crimes,,. Les historiens conviennent qu'il n'y a pas de preuves que le haut-commandement nord-coréen ait sanctionné l'exécution de prisonniers pendant la première phase de la guerre. Le massacre de la colline 303 et de semblables atrocités ont sans doute été menés par de petites unités non contrôlées, par des individus vindicatifs, ou en raison des situations défavorables et de plus en plus désespérées,. T. R. Fehrenbach (en), un historien militaire, a écrit dans son analyse de l'événement que les troupes nord-coréennes commettant ces actes ont probablement été habituées à la torture et à l'exécution de prisonniers en raison d'une décennie d'oppression par l'empire du Japon jusqu'à la fin de la Seconde Guerre mondiale. Les commandants nord-coréens ont publié des ordres plus stricts quant au traitement de prisonniers de guerre après ces incidents, bien que de telles atrocités se soient poursuivies.
Les troupes de l'ONU, en particulier sud-coréennes, ont également été accusées d'avoir tué ou tenté de tuer des prisonniers nord-coréens. Les civils sud-coréens, dont certains étaient des sympathisants de gauche ou communistes, ont été systématiquement emprisonnés ou tués lors des massacres de la ligue Bodo, dont certains ont eu lieu au cours de la bataille du périmètre. Dans les années qui ont suivi la bataille, des preuves ont également fait surface indiquant que l'armée américaine a tué des civils sud-coréens peu de temps avant le début des combats pour le périmètre de Busan, craignant l'infiltration de Nord-coréens, notamment lors du massacre de No Gun Ri. Les preuves sont débattues, mais plusieurs livres ont été publiés sur la question.

### Médaille d'honneur
La Medal of Honor a été attribuée à 17 militaires américains lors de la bataille du périmètre de Busan. Le major de l'US Air Force Louis J. Sebille (en) est la seule personne de cette arme à recevoir la médaille. Dans les rangs de l'US Army, on compte le sergent-chef Melvin O. Handrich (en), le soldat de première classe Melvin L. Brown (en), le caporal Gordon M. Craig (en), le soldat de première classe Joseph R. Ouellette (en), le sergent première classe (en) Ernest R. Kouma (en), le sergent-chef Travis E. Watkins (en), le premier-lieutenant Frederick F. Henry (en), le soldat de première classe Luther H. Story (en), le sergent première classe Charles W. Turner (en), le soldat de première classe David M. Smith (en), le sergent première classe Loren R. Kaufman (en) et le soldat de première classe William Thompson (Medal of Honor, 1950) (en). Le sergent William R. Jecelin (en) et le caporal John W. Collier (en) ont également reçu la médaille lors de l'offensive qui a suivi. Un des militaires du Commonwealth a été récompensé par la croix de Victoria durant cette offensive, le major Kenneth Muir (VC) (en).

### Implications

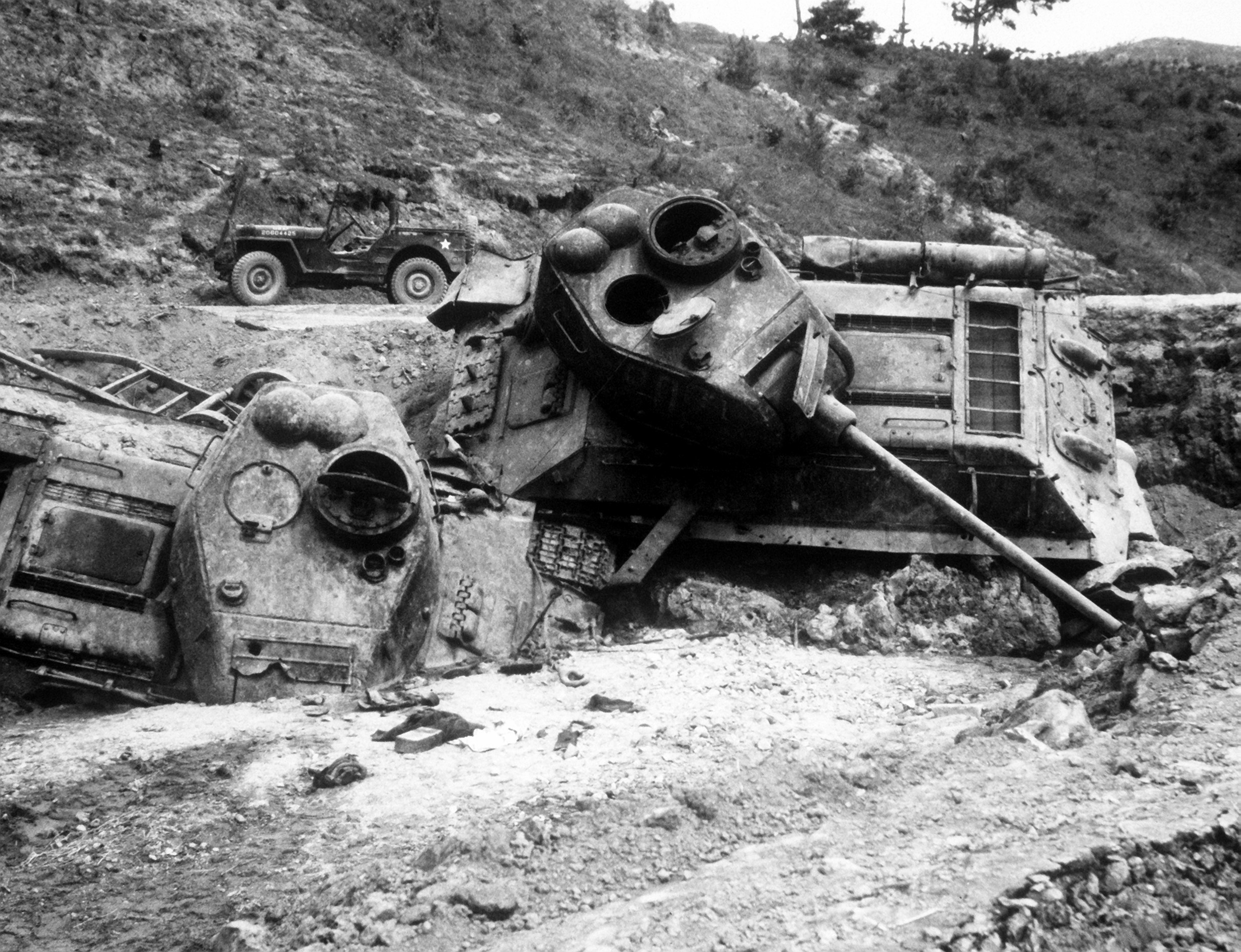
Des chars T-34 Nord-Coréens détruits par les bombes de l'US Air Force près de Waegwan.

Certains historiens soutiennent que les objectifs de la Corée du Nord lors de la bataille du périmètre de Busan sont dès le début, inaccessibles. Selon l'historien Theodore Reed Fehrenbach (en), les Américains, qui sont mieux équipés que les Nord-Coréens, sont facilement en mesure de vaincre leurs adversaires après la formation d'une ligne continue de défense. Dans le même temps, les Nord-Coréens percent le périmètre en plusieurs points et sur un court laps de temps tentent de conserver l'avantage. En une semaine, cependant, l'élan de l'offensive est scié, les Nord-Coréens ne pouvant maintenir la puissance de leur attaque.
Le débarquement d'Incheon est un coup terrible pour l'armée nord-coréenne. Il prend complètement au dépourvu des forces déjà affaiblies par l'offensive le long du périmètre. Avec pratiquement aucun équipement, des hommes épuisés et le moral bas, les forces nord-coréennes sont dans une situation désavantageuse et ne sont pas en mesure de continuer à faire pression sur le périmètre de Busan, tout en tentant de repousser le débarquement à Incheon. Le 23 septembre, les Nord-Coréens effectuent une pleine retraite du périmètre. Les forces de l'ONU s'élancent alors rapidement vers le Nord à leur poursuite afin de reprendre le terrain perdu avant la bataille du périmètre de Busan.
La destruction de l'armée nord-coréenne à Busan rend impossible la poursuite de la guerre par les communistes avec les seules troupes nord-coréennes. Les pertes massives en hommes et en matériel rivalisent avec les pertes de l'armée sud-coréenne aux premiers stades du conflit. Les Nord-Coréens se sont totalement effondrés comme force de combat. Ce qui reste de leur armée en déroute s'est retiré en Corée du Nord en opposant qu'une très faible résistance aux forces de l'ONU. Cette dernière, maintenant à l'offensive, dispose à ce moment d'une supériorité écrasante sur terre, air et mer. Beaucoup des unités nord-coréennes se sont tout simplement rendues, après avoir été réduites de plusieurs milliers à quelques centaines d'hommes.
Avec la victoire au périmètre de Busan, MacArthur et les chefs d'état-major, poussés par les dirigeants américains à Washington, décident de poursuivre agressivement les restes de l'armée nord-coréenne jusqu'en Corée du Nord. La 8e armée des États-Unis reçoit l'ordre d'avancer aussi loin au nord que possible en direction de la Mandchourie et de la frontière entre la Corée du Nord et la Chine, avec pour principal objectif de détruire ce qui reste de l'armée de Corée du Nord et pour objectif secondaire de réunir toute la Corée sous l'autorité de Syngman Rhee. Mais la Chine, qui avait menacé de ne pas rester à l'écart si les « impérialistes envahissaient arbitrairement le territoire de leur voisin » et les avertissements d'autres nations à ne pas franchir le 38e parallèle sont restés lettre morte. Après le refus de la Corée du Nord de se rendre, MacArthur lance l'offensive initialement connue comme « Home By Christmas Offensive ». Cette dernière entraine l'intervention chinoise au moment où les troupes de l'ONU atteignent le fleuve Yalou et la poursuite de la guerre durant encore deux années et demie.